# Mi’kmaq

Ehemaliges Stammesgebiet der Mi’kmaq

Die Mi’kmaq (auch Míkmaq, Micmac oder Mic-Mac) sind ein indianisches Volk, das im östlichen Nordamerika lebt. Heute gibt es 29 First Nations der Mi’kmaq in Kanada, aber nur einen auf Bundesebene anerkannten Stamm (federally recognized tribe) in den USA, der als Aroostock Band of Micmac bekannt ist. Das ehemalige Siedlungsgebiet der Mi’kmaq umfasste die maritimen Provinzen Kanadas Nova Scotia, Prince Edward Island, Teile von New Brunswick/Nouveau-Brunswick und die Gaspé-Halbinsel in Québec.

## Name
Aus einigen Quellen geht hervor, dass der Name Verbündete bedeuten soll, diese Behauptung ist jedoch umstritten. Eher geht die Bezeichnung darauf zurück, dass die Indianer Freunde mit Nikmaq! begrüßten, das etwa meine Brüder, meine Verwandten oder meine Familie bedeutet. Marc Lescarbot berichtete 1606, dass die Indianer den französischen und baskischen Fischern diesen Gruß beibrachten und die Franzosen die Mi’kmaq bald als Notres nikmaqs bezeichneten. Damit wurde an den Plural noch ein s gehängt, eine Tradition, die die Briten fortsetzten, so dass Formen wie Micmacs oder Mic-Macs entstanden. Weitere Varianten des Namens sind Migmagi, Mickmaki und Mikmakique.
Zu den Mi’kmaq gehört eine große Anzahl von Untergruppen, die historisch von den Franzosen auf Grund ihrer Siedlungsgebiete mit verschiedenen Namen bezeichnet wurden – so nannten sie zum Beispiel Mi’kmaq-Gruppen im östlichen Quebec Gaspésiens de Le Clercq sowie Mi’kmaq-Gruppen in Nova Scotia sowie Teilen des angrenzenden US-Bundesstaates Maine als Souriquois de la Tradition jésuite oder einfach nur Souriquois, was so viel wie „Salzwassermenschen“ bedeutet. Aus dem 17. Jahrhundert stammt die englische Bezeichnung Tarrantine (dt. Tarrantiner). Der bis in die 1980er Jahre gebräuchliche Name war Micmac (und ist teilweise, wie im Ethnologue immer noch üblich), jedoch gilt er heute als kolonial behaftet. Heute ist Mi’kmaq die anerkannte Schreibweise, und sie kommt der Aussprache zudem näher.
Die Mi’kmaq selbst gebrauchen je nach Dialekt verschiedene Schreibweisen: Auf Prince Edward Island und Nova Scotia Mi’kmaq (Singular Mi'kmaw), in New Brunswick Miigmaq (Singular Miigmao), die Gespe’gewa’gi First Nations in Québec bevorzugen Mi'gmaq, zudem ist in manchen Büchern Mìgmaq (Singular Mìgmaw oder Migmewaj) zu finden. Hierbei muss jedoch beachtet werden, dass der Plural in den oben genannten Varianten Mi’kmaq lautet, der Singular jedoch Mi'kmaw, sowie dessen Varianten.
Es gibt verschiedene Erklärungen für die Entstehung des Namens Mi’kmaq, doch laut dem Mi'kmaw Resource Guide bedeutet der Name „Die Familie“, angezeigt durch den Anfangsbuchstaben M und ist immer Plural. Weitere ähnliche Bezeichnungen, jedoch nicht synonym, sind: Nikmaq – „meine Familie“, Kikmaq – „deine Familie“, Wikmaq – „seine/ihre Familie“. Die Variante Mi'kmaw hat zwei grammatikalische Funktionen: Es ist erstens der Singular von Mi’kmaq und zweitens das Adjektiv in Fällen, in denen es einem Substantiv vorausgeht, z. B. Mi'kmaw Volk (engl. Mi'kmaw People), Mi'kmaw Verträge, Mi'kmaw Person (Indianer) und Mi'kmaw Kanu. Das Wort Mi’kmaq wird daher nie als Adjektiv gebraucht.
Die Mi’kmaq bezeichneten sich selbst als Lnu (Singular und adjektivisches Nomen, früher: L'nu; der Plural lautet Lnúk, Lnu’k, Lnu’g, oder Lnùg, sprich: „Ulnoo“ oder „Elnu“), das wörtlich etwa „Menschen-Wesen“ oder „das Volk“ bedeutet. Die südlich lebenden Maliseet bezeichneten ihre einstigen Feinde und späteren Verbündete, die Mi’kmaq, als Matueswiskitchinuuk („Stachelschwein-Volk“, da sie ihre Kleidung mit Stachelschweinborsten verzierten), die Beothuk auf Neufundland hingegen nannten sie Shonack („Bösartiges oder Schlechtes Volk“), da sie sich gegen die mit französischen Gewehren bewaffneten, auf ihr Land vordringenden, Mi’kmaq verteidigen mussten.

## Sprache
Das Míkmawísimk, Mi'gmawi'simg oder L'nui'sin (in Kanada wird heute die Schreibweise Mi'gmaq bevorzugt, im Englischen ist allgemein Mi’kmaq üblich) gehört zu den östlichen Algonkin-Sprachen und wird neben Englisch oder Französisch heute von rund 11.000 Stammesangehörigen gesprochen. Sie sind auf ungefähr 15 größere und ein weiteres Dutzend kleinere Reservate verteilt. Die Sprache wurde früher Micmac genannt, heute jedoch setzt sich im Englischen vermehrt die Schreibweise Migmaw oder Mikmaw durch. Die Mi’kmaq verwenden für ihre Sprache je nach Dialekt, neben den oben genannten Bezeichnungen, die Benennung Míkmaq, Míkmaw oder Mìgmao.
Die Sprache erreichte eine gewisse weltweite Aufmerksamkeit als 2019 die damals 16-jährige Emma Stevens aus der Provinz Nova Scotia den Beatles-Song „Blackbird“ in Míkmaq sang. Das Youtube-Video wurde Anfang 2020 bereits über eine Million Mal angeschaut.

Es gibt erhebliche Unterschiede zwischen den einzelnen Mi’kmaq-Dialekten, sodass zum Beispiel die Mi’kmaq in Quebec Probleme haben, Stammesangehörige aus Neuschottland zu verstehen. Durch den Verlust der traditionellen Lebensweise spielt die Sprache der Mi’kmaq eine identitätsstiftende Rolle. Die Mi’kmaq kannten keine eigentliche Schrift, sondern benutzten Symbole, die sie auf Birkenrinde oder Leder zeichneten.

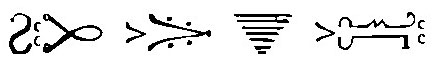
Mi’kmaq-Hieroglyphen

## Schrift
Mitte des 17. Jahrhunderts entwickelte der katholische Missionar Chrestien Le Clercq eine aus über 5.000 Zeichen bestehende Hieroglyphenschrift als Merkhilfe für Gebete, Hymnen und den Katechismus. Sie wurde auf Birkenrinde festgehalten und von den Mi’kmaq begeistert angenommen und sehr schnell indigenisiert. Die Schrift hatte entscheidenden Einfluss auf die Geschichte des Volkes: Sie führte zu einem weitgehenden Erfolg der christlichen Mission, mithin zu einer neuen kulturellen Identität und zur Bildung katholischer „Soliditäten“ als neue politische Organe, als der Einfluss der britisch-protestantischen Oberhoheit zunahm.
Nachdem die Schrift eine weite Verbreitung gefunden hatte, wurde sie 1939 von Pater Pacifique de Restigouche für die Übersetzung der Bibel etwas modifiziert sowie für Lehrbücher und in der Zeitung The Micmac Messenger verwendet, die von 1908 bis 1942 in der Sprache der Ureinwohner erschien.

## Siedlungsgebiet

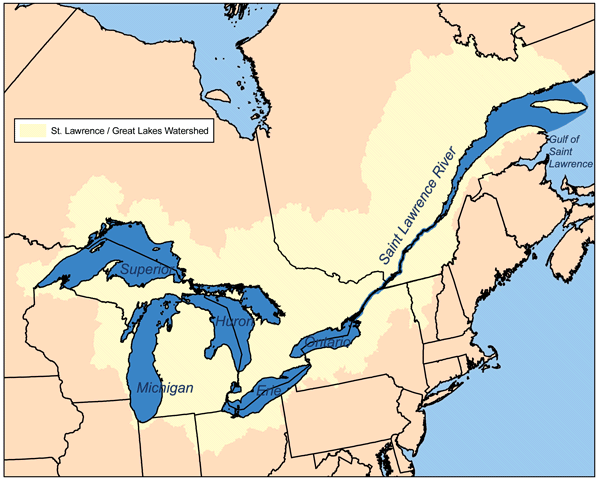
Die Großen Seen und der Sankt-Lorenz-Strom

Im 16. Jahrhundert besiedelten die Mi’kmaq das gesamte Gebiet südlich und östlich der Bucht des Sankt-Lorenz-Stroms, das die heutigen Seeprovinzen Kanadas und die Gaspé-Halbinsel umfasste. Dieser Landstrich war stark bewaldet, eben, mit zahlreichen Seen bedeckt und von vielen Wasserläufen durchzogen, die in natürlichen Häfen entlang der langen, zerklüfteten Küste mündeten. Die Winter waren streng und die kurze Jahreszeit des Wachstums ließ den Anbau von Getreide oder Feldfrüchten kaum zu. Das ausgedehnte Flusssystem machte einen raschen Transport mit dem Kanu möglich und trug so zur Bewahrung einer ethnischen Identität der etwa 10.000 Stammesangehörigen bei. Die Mi’kmaq verteidigten ihr Stammesgebiet gegen verschiedene andere Stämme. Sie kämpften gegen die Sankt-Lorenz-Irokesen und später gegen die Mohawk um die Gaspé-Halbinsel, während sie sich an ihrer südlichen Grenze besonders im Tal des Saint John River in Neubraunschweig mit den Maliseet und Penobscot auseinandersetzen mussten. Mi’kmaq-Jäger besuchten gelegentlich Anticosti Island und sie erreichten sogar die Küste von Labrador, wo sie die Eskimos angriffen. Mit der Inbesitznahme von Neufundland ging die frühzeitige Ausrottung der Beothuk einher, bei der sie eine entscheidende Rolle spielten.

## Stammesorganisation der Mi’kmaq

Flagge des Grand Council of the Mi’kmaq Nation

Das Stammesgebiet Mi'kma'ki (Migmagi) war in sieben Distrikte (im Jahr 1860 fügten sie einen achten hinzu) unterteilt, die Jagdrevieren und Wohngebieten einzelner Gruppen (oder Bands) entsprachen, in denen diese im Frühling und Sommer gemeinsam jagten und lagerten. Zumindest einige dieser Gruppen hatten charakteristische Symbole, zum Beispiel repräsentierte ein Lachs die heutige Listuguj Mi'gmaq First Nation des Kespek (Gespe’gewa’gi)-Distrikts im Restigouchetal und um die Baie des Chaleurs, und die Figur eines Mannes mit Pfeil und Bogen stand für Gruppen (Bands) des Siknikt (Signigtewa'gi)-Distrikt im Gebiet des Miramichi River.
Die Distrikte Kespek (Gespe'gewa'gi), Siknikt (Signigtewa'gi) und Epekwitk aq Piktuk wurden unter der Sammelbezeichnung Sigenigt zusammengefasst und die Distrikte Eskikewa'kik (Esge'gewa'gi), Sipekni'katik (Sugapune'gati) und Kespukwitk (Gespugwitg) unter der Sammelbezeichnung Gespogoitg. Hingegen wurde der als Onamag oder Unama'kik (Unama'gi) bezeichnete Distrikt auf der Kap-Breton-Insel als Hauptdistrikt und Sitz des Mi'kmaw Grand Council (Santé Mawiómi) sowie des Großen Häuptlings als den allen anderen Distrikten politisch mächtiger und höher stehender Distrikt betrachtet. Der Große Häuptling spielte einst eine wichtige Rolle bei Entscheidungen des Stammes über Krieg oder Frieden, aber seit Mitte des 19. Jahrhunderts sind seine Funktionen nur noch zeremonieller Art. Die angrenzenden Distrikte Pigtogeoag und Esgigeoag waren Onamag unterstellt und hatten manchmal sogar keinen eigenen Häuptling.

### Die sieben traditionellen Distrikte des Mi’kmaq-Landes
| Stammesgebiet aller Mi’kmaq          |                     |                        |                                                | Mi'kma'ki (Mi’gma’gi) |                          |                               |                           |
| ------------------------------------ | ------------------- | ---------------------- | ---------------------------------------------- | --------------------- | ------------------------ | ----------------------------- | ------------------------- |
|                                      |                     |                        |                                                |                       |                          |                               |                           |
| regionale Gruppe                     |                     | Sigenigt               |                                                |                       |                          | Gespogoitg                    |                           |
|                                      |                     |                        |                                                |                       |                          |                               |                           |
| Distrikte (zugehörige Stammesgruppe) | Kespek (Gespegeoag) | Siknikt (Sigenigteoag) | Epekwitk aq Piktuk (Epegoitnag und Pigtogeoag) | Unama'kik (Onamag)    | Eskikewa'kik (Esgigeoag) | Sipekni'katik (Segepenegatig) | Kespukwitk (Gespopoitnag) |

I. Sigenigt
- Kespek (Gespe'gewa'gi)-Distrikt

- Gespegeoag / Gespegiag-Stammesgruppe

bewohnten den als Kespek/Gepek („letztes Land“) oder Gespe'gewa'gi/Kespékewaq/Kespoogwitunak („zuletzt erworbenes Land“) bezeichneten Distrikt, der die namensgebende Gaspésie-Halbinsel umfasste sowie ein weites Netzwerk von Wasserwegen westwärts entlang des Maqtugweg (des Sankt-Lorenz-Stroms) im Landesinneren von Québec, bewohnten im Nordosten und Osten die Gloucester und Northumberland Counties bis zu Mawi Poqtapeg (Baie des Chaleurs) und zum Sankt-Lorenz-Golf sowie der Akadischen Halbinsel, gelegentlich unternahmen sie auch Jagdausflüge auf Natigasteg („foreground“, „prominent position“, d. h. Anticosti Island), das Restigouche County entlang des Restigouche River sowie im Süden im Northumberland County entlang des Miramichi River in New Brunswick (Neubraunschweig)
- Siknikt (Signigtewa'gi)-Distrikt

- Sigenigteoag / Sigenitog-Stammesgruppe

bewohnten den auch als Sikniktuk / Sikniktewag / Signigtewágig oder Sgnuoptijg („Drainage-Platz“) bekannten Distrikt im Einzugsgebiet sowie Mündungsgebiet des Miramichi River sowie dessen Nebenflüssen, entlang des Petitcodiac und Nepisiguit River sowie des Saint John River bis zu deren Mündung in die Chaleur-Bucht oder in die Bay of Fundy an der Atlantikküste in den Albert, Kent, Queens, Saint John und Westmorland Counties von New Brunswick (Neubraunschweig) und des Cumberland County in Nova Scotia (Neuschottland)
- Epekwitk aq Piktuk (Epegwitg aq Pigtug) oder Piktuk aqq Epekwitk-Distrikt

- Epegoitnag / Epeggoitg-Stammesgruppe

bewohnten die als Epelwik / Epekwitk („Liegt / Schwimmt auf dem Wasser“) bezeichnete Prince Edward Island (Prinz-Edward-Insel) im Sankt-Lorenz-Golf, deren Südküste die Northumberlandstraße bildet, oftmals stellten sie keine eigenen Häuptlinge oder politischen Vertreter im Mi'kmaw Grand Council und waren daher meist politisch dem westlich gelegenen Hauptdistrikt namens Unama'kik (Unama'gi) auf Cape Breton Island (Kap-Breton-Insel) unterstellt
- Pigtogeoag / Pigtog-Stammesgruppe

bewohnten das als Piwktuk / Piktukewaq („da wo sich Gasexplosionen entladen“ oder „explodierendes Gas“) bezeichnete Gebiet rund um Pictou im heutigen Pictou County im Nordosten von Nova Scotia (Neuschottland) am Südufer der Northumberlandstraße gegenüber der nördlich gelegenen Prince Edward Island
Unama'kik (Unama'gi) - Hauptdistrikt und Sitz des Mi'kmaw Grand Council
- Onamag / Onamagig-Stammesgruppe

bewohnten die als Unama'kik / Unama'gi oder Wunama'kik („nebeliges Land“) bezeichnete Cape Breton Island (Kap-Breton-Insel) in Nova Scotia (Neuschottland), auf Mniku (engl. Chapel Island), einer kleinen Insel im Pitu'pa'q („Inneres Meer“) oder Pitu'pok („großes langes Salzwasser“) bezeichneten Bras d’Or Lake inmitten von Cape Breton Island befand (und befindet sich heute wieder) der Sitz des Mi'kmaw Grand Council (dt. Großer Rat der Mi’kmaq), der Keptinaq oder Saqamaw/Sagamaw (Distrikt-Häuptling) des Hauptdistriktes stellte in erblicher Folge traditionell den Kji' Saqamaw oder Grand Chief (Großen Häuptling).
II. Gespogoitg
- Eskikewa'kik (Esge'gewa'gi)-Distrikt

- Esgigeoag / Esgigiag-Stammesgruppe

bewohnten den als Eskikewa'kik / Eskíkeawag oder Esge’gewa’gi („Skin Dressers Territory“) genannten Distrikt entlang des St. Marys Rivers sowie in den heutigen Halifax, Guysborough und Antigonish Counties im Osten und entlang der Atlantikküste von Nova Scotia (Neuschottland)
- Sipekni'katik (Sugapune'gati)-Distrikt

- Segepenegatig / Segepenegatig-Stammesgruppe

bewohnten den als Sipekne'katik / Sipeknékatikik / Sikepne'katik oder Sugapune'gati („Ground Nut Place“ oder „Wild Potatoe Area“) bezeichneten Distrikt im Gebiet rund um die Stadt Truro, die angrenzende Cobequid Bay sowie entlang des Annapolis River und im Annapolis Valley, lebten in Colchester, Hants, Lunenburg, Kings und Annapolis Counties im westlichen-Zentral-Nova Scotia (Neuschottland) sowie an dessen Nord- und Südküste
- Kespukwitk (Gespugwitg)-Distrikt

- Gespopoitnag / Gespogoitg-Stammesgruppe

lebten im als Kespukwitk oder Gespugwitg („Land's End“, in etwa: „Ende der Welt“), lebten im Annapolis Valley an der Bay of Fundy sowie am Golf von Maine in den heutigen Annapolis, Digby, Queens, Shelburne und Yarmouth Counties im Westen sowie an der dortigen Küste von Nova Scotia (Neuschottland) sowie entlang des Saint John River im Nordosten des angrenzenden US-Bundesstaates Maine, wurden von den Franzosen als Souriquois („Salzwasser-Volk, d. h. Meeres-Volk“) bezeichnet
nach Dezimierung und Vertreibung der Beothuk von Neufundland durch die besser bewaffneten Mi’kmaq und Briten, fügten die Mi’kmaq ab 1860 als achten und letzten Distrikt große Teile Neufundlands ihrem politisch-organisatorischen System hinzu, das nun große Teile des ehemaligen Stammesgebiets der Beothuk umfasste:
Taqamkuk / Ktaqmkuk-Distrikt
- Tagamgoog / Taqamkuk-Stammesgruppe

übernahmen große einstige Stammesgebiete der Beothuk auf Neufundland, das nun unter dem Namen Tagamkuk / Taqamkukewa'q / Ktagmkuk („Land Across the Water“) als achter und letzter Distrikt organisiert wurde, lebten entlang des Gander River sowie an der gleichnamigen Bucht und entlang des Exploits River, ihr neu erworbenes Stammesgebiet umfasste zudem die westlich gelegenen Bay of Islands und Port au Port Peninsula

## Soziopolitische Organisation
Politisch waren die Mi’kmaq eine lockere Konföderation einzelner Stämme, die aus patrilinearen Klans und lokalen Gruppen bestanden. In der meisten Zeit waren die Angehörigen eines Stammes über den Distrikt verteilt und kamen nur während des Sommerlagers oder in Kriegszeiten zusammen. Bis die jungen Männer verheiratet waren, durften sie keine eigenen Hunde halten und mussten dem Sagamore oder Häuptling ihre Jagdbeute übergeben. Wenn sie seine Gruppe eine Zeit lang verließen, brachten sie ihm bei der Rückkehr Geschenke mit. Einzelne Angehörige oder ganze Familien konnten ohne Probleme, wenn auch mit schlechtem Gewissen, zu einer anderen lokalen Gruppe wechseln. Die Sagamore mussten sich ihre Autorität durch besondere Fähigkeiten erwerben. Ende des 17. Jahrhunderts wurden von Franzosen beobachtet, dass Häuptlinge jeder Familie ihr Jagdgebiet zuwiesen und Anteile vom Erlös der Felle beanspruchten. Durch ihre Französisch-Kenntnisse fungierten manche Sagamore als Vermittler und verschafften sich damit Vorteile.

## Kultur
In den maritimen Provinzen Kanadas waren die Mi’kmaq der dominierende Stamm, und man vermutet, dass sie schon geraume Zeit vor dem 16. Jahrhundert von Norden her eingewandert sind. Das Klima ließ kaum Gartenbau zu, und so lebten sie von der Jagd, dem Fischfang und dem Sammeln von wildwachsenden Kräutern und Wurzeln.

### Lebensunterhalt
Der traditionelle Zyklus begann mit dem Zufrieren der Flüsse. Typisch für die Winter waren Kälte, Eis und Schnee, sowie der Rückzug der Bären in hohle Bäume. In dieser Zeit verteilten sich die Mi’kmaq in kleine Jagdcamps über den gesamten Distrikt und die sozialen Beziehungen sanken auf ein Minimum. In den wärmeren Monaten sammelten sich die Gruppen und wohnten in Dörfern. Im Frühling erntete man Ahornsirup und im Sommer wurde gelegentlich etwas Gartenbau betrieben, doch die Hauptnahrung bestand in dieser Zeit aus Fisch und Meeresfrüchten. Die Jagd auf Elche und Hirsche begann im Herbst und beim ersten Schnee waren die Tiere leichter zu verfolgen, denn die Mi’kmaq benutzten Schneeschuhe, Schlitten und Toboggans. Das Wort Toboggan stammt aus der Mi’kmaq-Sprache.
Dem Missionar Pierre Briard zufolge wurde jeder der Monate durch eine überwiegend vorkommende Art von Fisch oder Wild charakterisiert:
- Im Januar war die Robbenjagd.

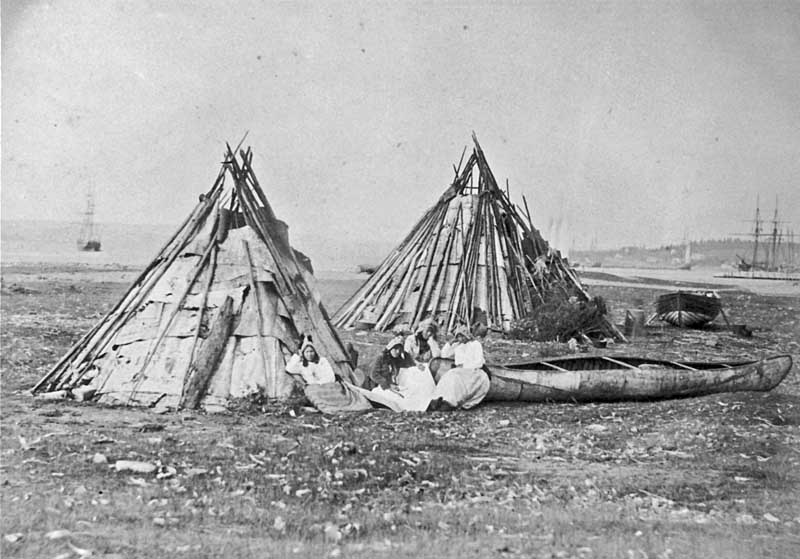
Mi’kmaq-Camp 1857

- Im Monat Februar bis Mitte März war die große Jagd auf Biber, Otter, Elch, Bären, Karibu.
- Mitte März begann der Fisch zu laichen.
- Ende April kam der Hering; zu derselben Zeit kamen Trappen (Kanada-Gänse), Stör und Lachs und dann folgte auf den kleinen Inseln die große Suche nach Eiern der Wasservögel.
- Von Monat Mai bis Mitte September waren sie von allen Nahrungssorgen befreit, denn der Kabeljau erschien an der Küste und außerdem alle möglichen Fische und Schalentiere.
- Im September laichten die Aale.
- Im Oktober und November begann die Jagd auf Wapitis und Biber.
- Im Dezember kam ein Fisch, den sie Ponamo nannten und der unter dem Eis laichte.

Heute kennt man noch die folgenden Monatsnamen:
| Monat     | Mi’kmaq-Name  | Bezeichnung                         |
| --------- | ------------- | ----------------------------------- |
| Januar    | Punamujuiku’s | Frostfisch oder Tomcod              |
| Februar   | Apuknajit     | Schneeblindheit oder schlimme Augen |
| März      | Si’ko’ku’s    | Frühling                            |
| April     | Penatmuiku’s  | Eierlegen                           |
| Mai       | Tqlijuiku’s   | Junge Robben oder Heringsfang       |
| Juni      | Nipniku’s     | Sommer oder junges Laub             |
| Juli      | Peskewiku’s   | Seevögel werfen Federn ab           |
| August    | Kisaqewiku’s  | Junge Vögel werden flügge           |
| September | Wikumkewiku’s | Elchbrunft                          |
| Oktober   | Wikewiku’s    | Fette zahme Tiere                   |
| November  | Keptekewiku’s | Allerheiligen Mond                  |
| Dezember  | Kesikewiku’s  | Häuptlingsmond (Weihnachten)        |

Die einzelnen Haushalte waren oft größer als die Kernfamilien. Außerdem konnten die Haushalte durch Polygynie und den Brauch des Brautdienstes erweitert werden, bei dem ein junger Mann für zwei oder drei Jahre in die Familie kam, um für seinen zukünftigen Schwiegervater zu arbeiten. In den überlieferten Erzählungen werden häufig Winterjagdgruppen erwähnt, an denen zwei oder mehr erwachsene Männer teilnahmen, denn einige der Jagd- und Fischfangtechniken der Mi’kmaq erforderten die Zusammenarbeit von mehreren Männern. Frauen transportierten das Wild manchmal über große Strecken ins Lager. Sie konnten auch zum Paddeln der Fischerkanus verpflichtet werden. Zum Anpirschen an großes Wild auf Schneeschuhen mit Lanzen oder Pfeilen mit Steinspitzen waren ein oder mehrere Begleiter notwendig. Das galt auch für das Harpunieren von Robben oder das Aufspüren von Bibern in ihren Bauen.
Die Mi’kmaq waren geschickte Kanubauer. Das Kanu bestand aus Birkenrinde, war acht bis zehn Fuß lang (2,45 m – 3,05 m) und außerdem so geräumig, dass ein einzelnes Boot einen vollständigen Haushalt von fünf oder sechs Personen, mit allen ihren Hunden, Säcken, Fellen, Kesseln und anderem schweren Gepäck aufnehmen konnte. Mit einem Kanu, das mit einem Segel bestückt werden konnte, befuhren die Mi’kmaq sogar das offene Meer.
Wie bei den meisten Stämmen im nordöstlichen Waldland änderte sich auch die Mi’kmaq-Kultur nach Ankunft der Europäer mehr oder weniger stark durch europäische Einflüsse, insbesondere durch die Missionare, den Pelzhandel und den französisch-englischen Konflikt.

### Ernährung
Außer Fisch und Fleisch aßen die Mi’kmaq verschiedene Arten wilder Wurzeln, Nüsse und eine Anzahl von Beeren, die zerstampft und zu runden Kuchen getrocknet wurden. Der größte Anteil ihrer Nahrung bestand allerdings aus tierischem Fleisch, das frisch oder geräuchert verzehrt wurde. Das Fett wurde vorsichtig von einer heißen Brühe abgeschöpft oder durch Erhitzen auf einem ausgehöhlten Stein gewonnen und danach in Birkenrinde-Behältern oder in tierischen Gallenblasen gelagert. Fische und Aale röstete man an Spießen. Fleisch wurde durch Braten oder durch Kochen in großen hölzernen Wannen zubereitet, die man aus ausgehöhlten Stämmen umgestürzter Bäume fertigte.
Brot kannten sie überhaupt nicht. Wenn sie es von den Franzosen annahmen, zogen sie es vor, das Brot im heißen Sand unterhalb einer Feuerstelle zu backen. Felle wurden gegen Werkzeuge aus Metall und getrocknete Erbsen, Bohnen und Pflaumen eingetauscht.

### Waffen, Werkzeuge und Jagdmethoden

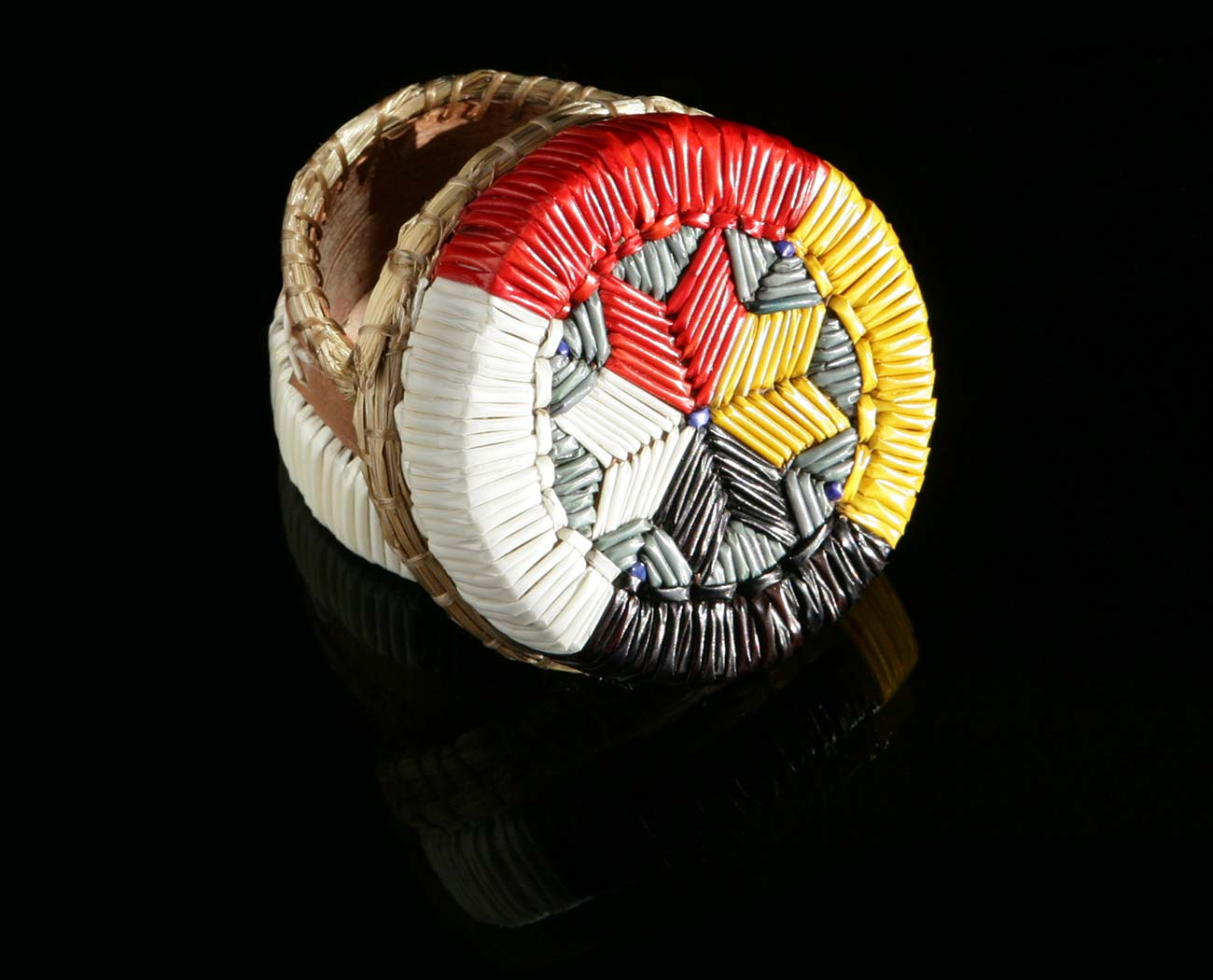
Körbchen aus gefärbten Stachelschweinborsten und Birkenrinde. Ausgestellt im Friends United International Convention Center auf Cape Breton Island.

Die Mi’kmaq setzten bei der Jagd Speere, Pfeil und Bogen, sowie Fallen und Schlingen ein. Hunde halfen beim Aufspüren von Wild. Tarnkleidung diente zum Anpirschen an Elche, die man während der Brunftzeit durch den imitierten Ruf eines weiblichen Tiers anlockte.
Lachse erlegten die Mi’kmaq mit Speeren, deren Spitzen einen Widerhaken besaßen. Andere Fische, wie Kabeljau, Forelle und Stint fingen sie mit aus Knochen gefertigten Angelhaken oder Netzen. Eine andere Fangmethode waren Wehre, wobei der Fang gleichmäßig unter den Erbauern des Wehrs verteilt wurde.
Das Material für Werkzeuge bestand vor dem Kontakt mit den Europäern aus Holz, Stein, Knochen oder Muscheln, Materialien, die jedoch bald weitgehend durch Metall ersetzt wurden, wie man auch Pfeil und Bogen gegen die Muskete austauschte. Aus Leder und Birkenrinde stellten die Mi’kmaq-Frauen Kübel und Töpfe her, die kunstvoll genäht und mit Stachelschweinborsten verziert wurden. Sie waren auch sehr geschickt im Flechten von Körben aus Fichtenwurzeln.

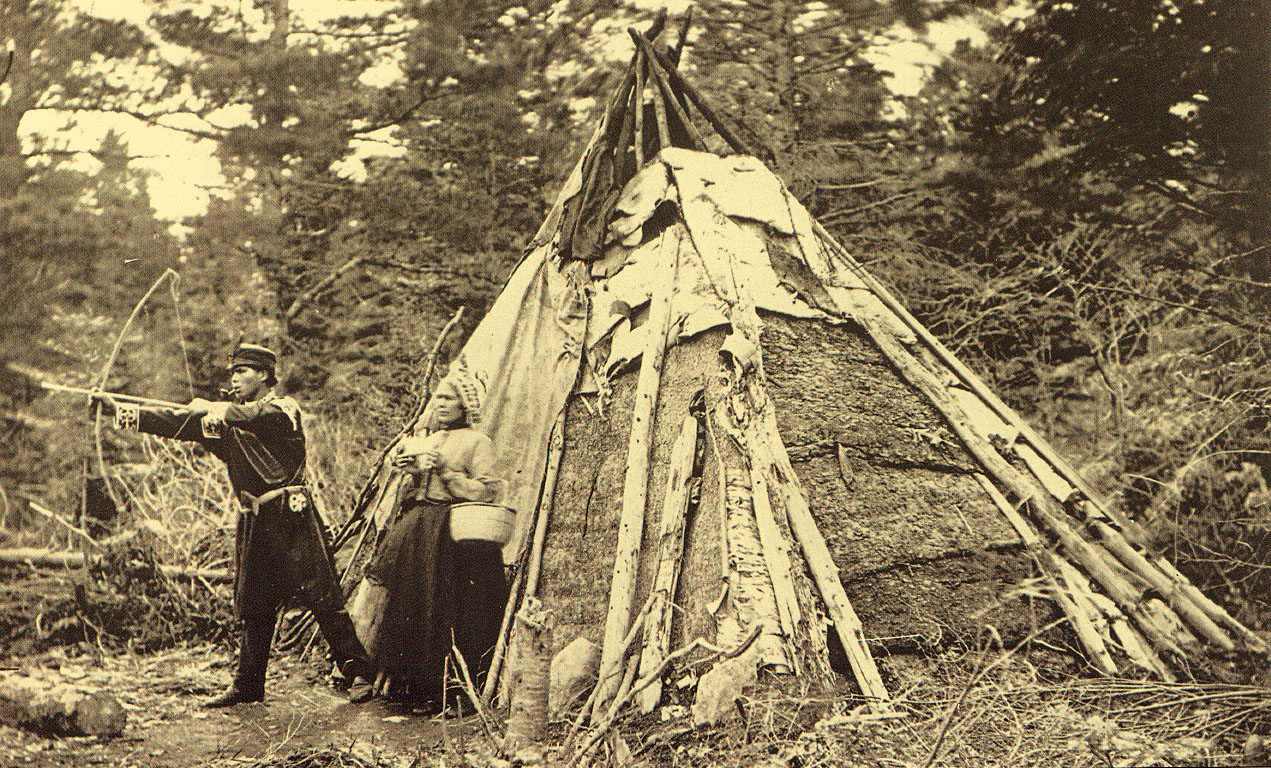
Traditioneller Wigwam der Mi’kmaq 1873

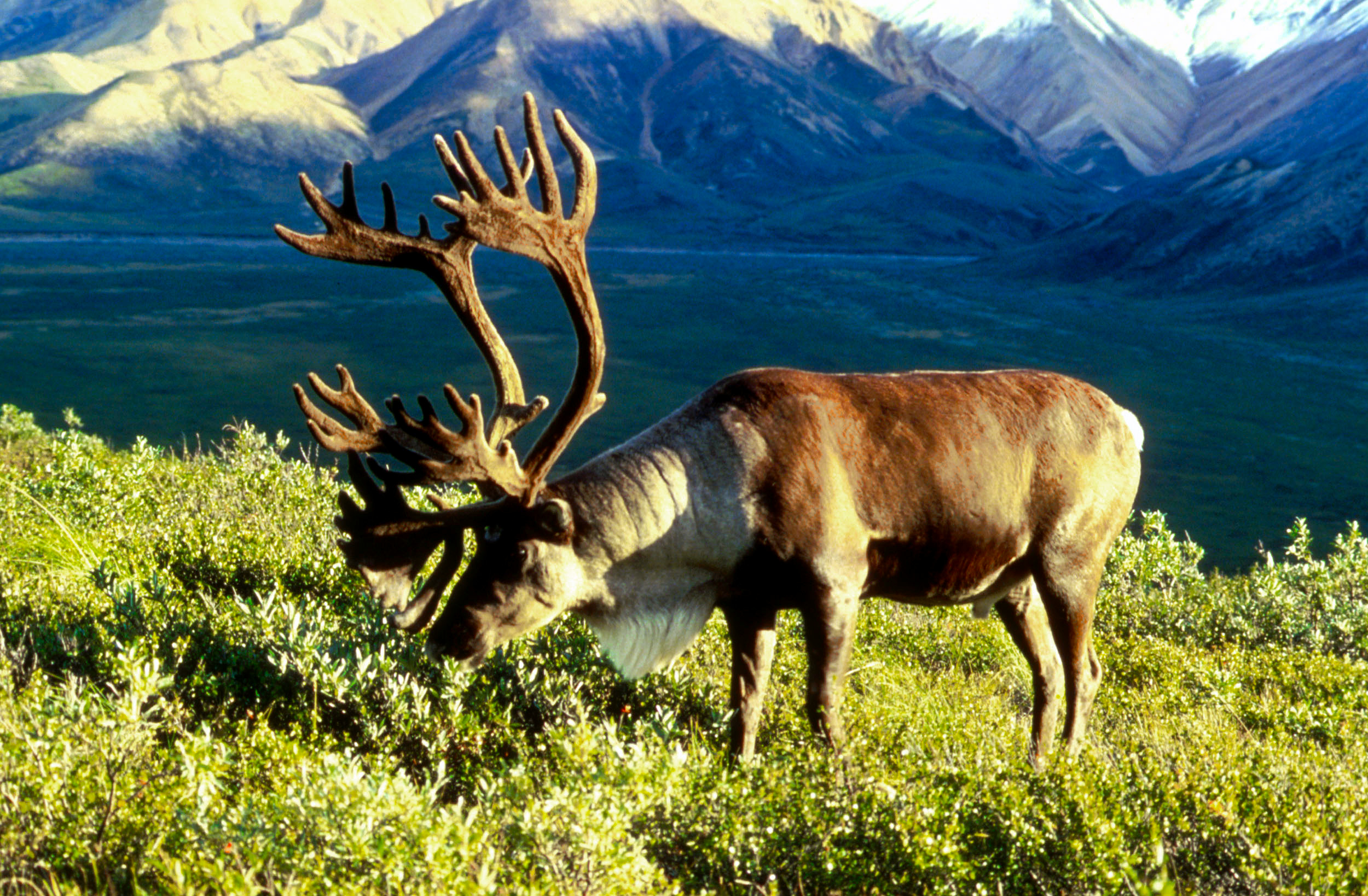
Karibu

### Behausungen
Der konische Wigwam der Mi’kmaq bestand aus einem Holzgerüst, das mit Birkenrinde, Fellen, gewebten Matten und immergrünen Zweigen bedeckt wurde. Er konnte 10 bis 12 Personen Platz bieten und wurde vorwiegend im Winter bewohnt. Für den Sommer gab es einen noch größeren Wigwam für etwa 20 bis 24 Bewohner. In der Mitte befand sich jeweils die Feuerstelle mit einem darüber befindlichen Rauchabzug, und außen an den Wänden wurden Geräte und Zubehör gelagert. Den Boden bedeckte man mit Zweigen, über die zum Schlafen Felle gelegt wurden. Die Winterlager bestanden aus einem oder mehreren Wigwams, die im eigenen Jagdrevier, meist in der Nähe einer zuverlässigen Wasserquelle, errichtet wurden. Notfalls diente auch ein umgekipptes Kanu mit einem kleinen Feuer darunter als Unterschlupf für einige Jäger. Französische Missionare drängten die Mi’kmaq, Kapellen und Kirchen zu errichten und Häuser zu bauen, in denen sie das ganze Jahr über wohnen konnten. Trotzdem hielten viele bis weit ins 19. Jahrhundert an ihrem Nomadenleben fest.

### Kleidung und Schmuck
Männer und Frauen der Mi’kmaq kleideten sich ähnlich in fransenverziertes Hirschleder. Männer trugen einen Lendenschurz unter ihrer Oberbekleidung, während die Frauen ihr Gewand mit zwei Gürteln zusammenhielten. Leggings und Mokassins wurden aus Elch- oder Hirschleder gefertigt und hatten Riemen zum Binden aus Leder oder Sehnen. Beide Geschlechter trugen ihr Haar lang. Es gab zwei verschiedene Arten von Schneeschuhen, die eine war groß und für den Gebrauch auf leichtem lockeren Schnee geeignet, während ein anderer kleinerer Typ auf festem, harten Schnee eingesetzt wurde. Zur Zeit des ersten Kontaktes mit Europäern gingen beide Geschlechter barhäuptig, aber schon wenig später übernahmen sie Mützen aus Fell und Rinde, an denen man Geschlecht und Rang erkennen konnte. Die traditionelle hohe und spitze Mütze der Frauen aus dunkelblauem, mit Perlen besetztem und besticktem Tuch kam erst viel später in Mode.

### Lebenszyklus

#### Geburt
Die Mi’kmaq-Frau verließ bei der Geburt ihres Kindes den Wigwam und kniete sich nieder, wobei sie nur von einigen älteren Frauen unterstützt wurde. Das Neugeborene wurde in kaltem fließendem Wasser gewaschen, musste Bären- oder Robbenfett schlucken und wurde auf ein verziertes Wiegenbrett gebunden. Die Mutter stillte ihr Kind bis zum Alter von drei Jahren, und die erste feste Nahrung wurde von den Eltern vorgekaut. Solange das Kind gestillt wurde, verhinderte oder beendete die Mutter eine weitere Schwangerschaft.

#### Kindheit und Jugend
Kinder wurden frühzeitig dazu erzogen, ihren Eltern und alten Leuten mit Respekt zu begegnen. Sie lernten durch Nachahmen, bei Fehlern wurden sie ermahnt aber niemals geschlagen, sondern bekamen viel Zuneigung und Liebe. Bei Jungen veranstaltete man zum Beispiel kleine Zeremonien, wenn der erste Zahn durchbrach, er seinen ersten Schritt machte oder sein erstes kleines Wild erlegte. Wenn er seinen ersten Elch getötet hatte, wurde er zum Mann. Kleine Mädchen halfen ihrer Mutter im Haushalt, beim Aufbau des Wigwams, Sammeln des Feuerholzes, beim Kochen und beim Anfertigen der Kleidung.

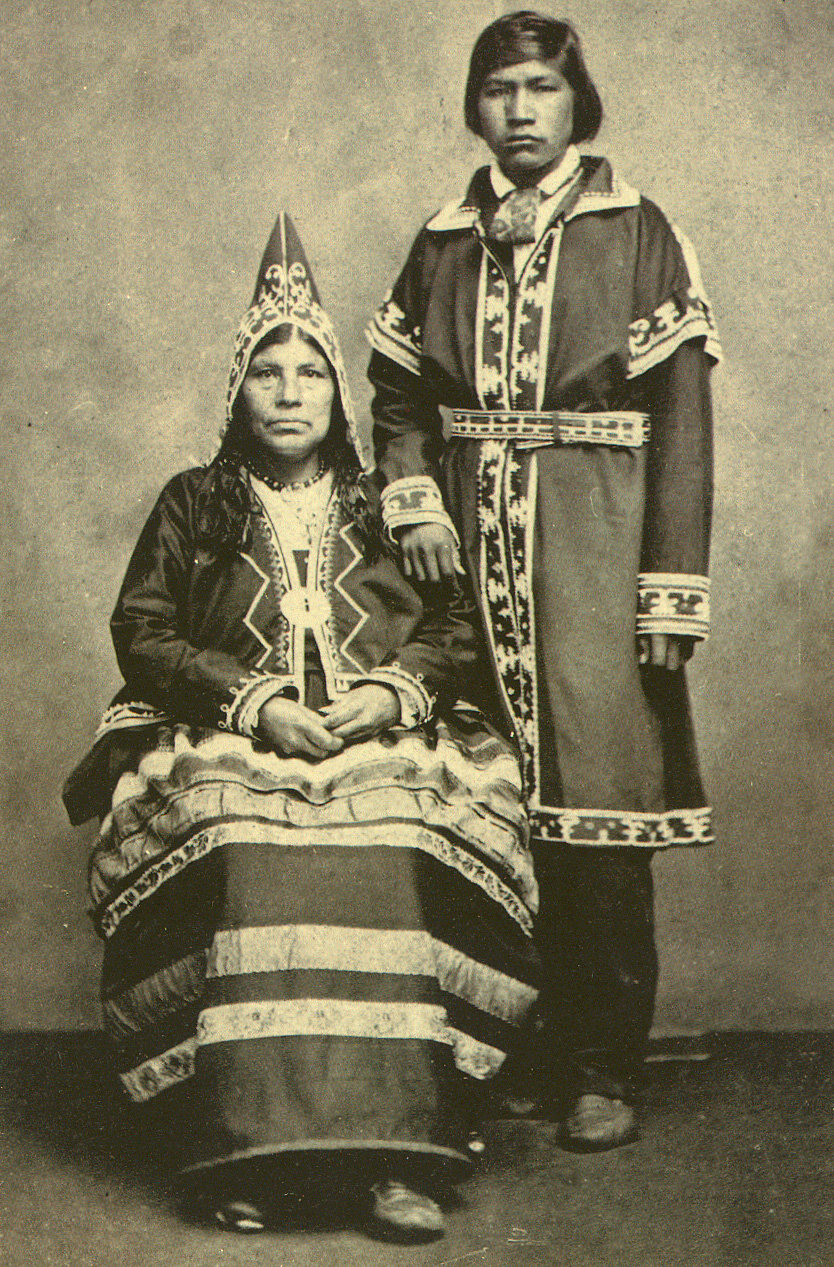
Mann und Frau der Mi’kmaq aus Neuschottland, 1865

#### Brautdienst, Hochzeit und Ehe
Wenn ein junger Mann heiraten wollte, hatte er im Wigwam des zukünftigen Schwiegervaters den Brautdienst abzuleisten. Dieser dauerte etwa zwei Jahre, in denen er unter Anleitung des älteren Mannes arbeiten, jagen und seine Geschicklichkeit unter Beweis stellen musste. Während dieser Zeit waren sexuelle Beziehungen zur Verlobten streng verboten. War die Probezeit zu Ende, hatte er für genügend Wildbret für das Hochzeitsmahl zu sorgen. Am Hochzeitstag wurden vom Schamanen und älteren Familienmitgliedern lange Reden an das Brautpaar gehalten, und mit Tänzen endete das Fest.
Arrangierte Ehen, also von ihren Familien bestimmte Ehepartner, waren noch im 19. Jahrhundert üblich. Die katholischen Missionare betonen die damalige Tugendhaftigkeit der Mi’kmaq-Frauen und beklagen aber die Korruption durch den Branntweinhandel und die eher gleichgültige Haltung der Indianer gegenüber der Ehescheidung. Die Geburt unehelicher Kinder wurde nicht als Makel, sondern vielmehr als Zeichen von Fruchtbarkeit angesehen. Zumeist übernahm die lokale Gruppe die Verantwortung für Vollwaisen. Der Häuptling brachte sie im Haushalt eines guten Jägers unter. Die zweite Heirat eines Mannes oder einer Frau wurde selten mit einem öffentlichen Fest gefeiert.

#### Lebensende und Begräbnis
Ältere wurden hoch geachtet, und man suchte ihren Rat bei Versammlungen. Einige Quellen berichten über fürsorgliche Pflege der alten Eltern, aus anderen allerdings ist zu entnehmen, dass alte Leute auch dem Tode preisgegeben wurden, wenn sie nicht die Wanderungen ihrer Familie mitmachen konnten. Bekannt ist auch, dass es beim Sterben einer Person wenig Anstrengungen gab, sie am Leben zu halten. Einige alte Männer hatten Spaß daran, ihr eigenes Begräbnisfest vorzubereiten. Wenn ein Schamane eine Krankheit diagnostizierte, die zum Tode führte, bekam der Kranke nichts mehr zu essen und es wurde kaltes Wasser auf seinen Nabel geschüttet, um sein Ableben zu beschleunigen.
Gab es einen Todesfall in der Familie, so schwärzten sich die Trauernden ihre Gesichter und die Totenklage dauerte drei Tage lang. Es wurden Boten ausgesandt, um Verwandte und Freunde in anderen Dörfern zu benachrichtigen. Am dritten Tag der Trauer wurde ein Festessen veranstaltet. Dann folgte die Beerdigung und jeder Gast beteiligte sich an den Grabbeigaben. Es gab bei den Mi’kmaq Begräbnisse auf unbewohnten Inseln, wo der Leichnam in Birkenrinde gehüllt und in sitzender Position mit allen Waffen, Hunden und persönlicher Habe beerdigt wurde. Ein Jahr lang trugen die Trauernden ihr Haar kurz geschnitten, und Witwen war es nicht gestattet, in dieser Zeit wieder zu heiraten. War jedoch die vorgeschriebene Zeit vorüber, wurden die Trauernden darin bestärkt, ihren Kummer zu vergessen.

## Religion und Mythologie
Die ursprüngliche ethnische Religion, die Mythologie und auch die Wertvorstellungen der Mi’kmaq ähnelten den anderen Algonkin-Religionen. Demnach war ihr Glaube animistisch, sie gingen davon aus, dass alle natürlichen Dinge beseelt und von Geistern bewohnt seien. Der angebetete Schöpfergott war Khimintu (Kitchi Manitu) – die Weltseele und Summe der allumfassenden, göttlichen Kraft Mintu. Mit der Christianisierung bekam diese Kraft die Rolle des Teufels zugeschrieben. Weniger Wandlung erfuhr der wichtige, menschengestaltige Kulturheros Gluskap, der jedoch nur Gegenstand der Mythologie war und nicht religiös verehrt wurde, auch wenn er dort als Schöpfer galt.
Eine zentrale Rolle bei der Bewahrung der Religion kam den Medizinmännern und -frauen (Puoin) zu, Magiere und Vermittler zur „Geisterwelt“, die Krankheiten heilten und mit den Geistern kommunizieren konnten.
Seit der erfolgreichen Mission, die im 17. Jahrhundert begann, hat der Katholizismus die alte Religion vollständig ersetzt. Sie wird jedoch flankiert von einigen der alten Mythen und Vorstellungen, die unter dem Deckmantel des Christentums wenigstens mitschwingen. Nach den laufenden Erhebungen des evangelikal-fundamentalistisch ausgerichteten Bekehrungsnetzwerkes Joshua Project bekennen sich noch rund acht Prozent der Micmac zur ethnischen Religion.

### Tabus
Die Mi’kmaq kannten zwar keine absoluten Tabus, doch sie mieden das Fleisch von bestimmten Tieren, wie zum Beispiel Schlangen, Amphibien und Stinktieren. Es gab Menstrual-Tabus, so durften Frauen nicht über die Beine von Jägern oder deren Waffen schreiten. Erlegtes Wild wurde respektvoll behandelt, Biberknochen wurden zum Beispiel niemals den Hunden gegeben oder in den Fluss geworfen. Auch getötete Bären behandelte man mit besonderem Respekt. Die Mi’kmaq glaubten, dass sich bestimmte Tiere in andere Arten verwandeln konnten. Von alten Elchen wurde erzählt, sie zögen ins Meer und verwandelten sich in Wale.

### Gluskap
Gluskap veränderte auf seinen Reisen die Landschaft. Er gab den Tieren ihre heutige Gestalt, zum Beispiel gab er dem Biber seinen Schwanz und dem Frosch seine Stimme. Gluskap war ein mächtiger Krieger, der die Mi’kmaq wichtige Fertigkeiten lehrte und die Zukunft vorhersagte. Er ist fortgegangen, aber er wird zurückkehren, um den Mi’kmaq in der Stunde der Not beizustehen. Obwohl er seine Hauptrolle in der Legende als Zauberer und Verwandler spielt, erscheint er in manchen Geschichten zusammen mit europäischen oder christlichen Erzähl-Elementen.

### Kinap
Kinap hatte übernatürliche Kräfte und vollbrachte wunderbare mächtige Taten zur großen Überraschung von anderen Stämmen, die ihn verspottet hatten. Der Kinap nutzte seine Macht aber nur für gute Taten, schlimmstenfalls für Streiche.

### Puwowin
Bedrohlicher war der Puwowin, ein Hexer, der mit magischen Sprüchen oder Zaubertränken arbeitete.
Der Puwowin war der legendäre Nachkomme eines Medizinmannes aus dem 17. Jahrhundert namens Bohinne. Auch heute glauben manche Mi’kmaq an Puwowin. Wie sein altes Vorbild ist der moderne Puwowin fähig, die Zukunft vorherzusagen, auf dem Wasser zu gehen und einzelne Personen oder ganze Siedlungen vor bösen Ereignissen zu bewahren. Es gibt weiterhin eine Menge Aberglauben über die Kraft des Puwowin. Er kann einer Person aus der Ferne mit einem bösen Wunsch Schaden zufügen, zum Beispiel eine Krankheit, einen Unfall oder sogar einen größeren Schicksalsschlag. Man kann europäische Elemente in den meisten Puwowin-Erzählungen finden, aber diese sind immer an den indianischen Blickwinkel angepasst.

### Sketekemuc und andere
Die Mi’kmaq fürchten den Sketekemuc, ein gespenstähnliches Wesen, das den nahenden Tod ankündigt. Zur gleichen Kategorie gehören außerdem die Mikemuwesu und die Pukeletemuc, zwergenähnliche Wesen, die sich kleiden und leben wie die Indianer in alten Zeiten, nur Fleisch von Wild essen und jemandem nützen oder ihn schädigen können. Neuerdings haben sie einige Züge der französisch-kanadischen Lutins angenommen, indem sie Streiche um das Haus oder die Scheune herum spielen und Pferde reiten, die sie mit eng geflochtener Mähne und Schwanz zurücklassen. In diesem Falle werden die Geister mit Weihwasser oder Palmwedeln vom Palmsonntag beschworen. Weitere mythologische Figuren, die nach wie vor eine Rolle spielen, sind Kukwes, ein riesiger Kannibale, Wiklatmuj, kleine Waldmenschen und Jenu, nördliche Eisriesen.

### Wertesystem
Die Mi’kmaq glaubten an einen Großen Geist, einen Schöpfer, der dem Glauben vieler anderer Algonkin-Stämme entsprach. Die französischen Jesuiten-Missionare gebrauchten den Mi’kmaq-Namen Mintu oder Mntu, um den Teufel zu bezeichnen (→ Mntu als Teufel bei den Mi’kmaq), und wählten für den christlichen Gott das Wort Niskam, was so viel wie Allergrößter, Herr bedeutet. Die Mi’kmaq unterschieden sich jedoch von den anderen Algonkin durch ihre Identifikation des Schöpfers mit der Sonne. Mehrere Quellen bestätigen diese zweimal-tägliche Sonnenverehrung, bei der man zum Beispiel eine große Menge gesammelter Pelze als Opfergabe für die Sonne verbrannte. Es ist heute kaum möglich, die Weltanschauung der Mi’kmaq in ihrer Gesamtheit aus historischen Quellen zu rekonstruieren, aber es gibt einige generelle Leitlinien, die im Gedankengut der Mi’kmaq fortbestehen.

### Leitlinien der Mi’kmaq
1. Leben gibt es überall – sichtbar und unsichtbar, unter dem Erdboden und unter dem Meer. Unterschiedliche Lebensformen können sich in andere verwandeln. Einige Tierarten und einige Leute sind nicht das, was sie zu sein scheinen.
2. Die Vorfahren waren große Jäger – stark, würdevoll und gesund. Sie waren gerecht, großzügig und mutig. Ihr Verhalten sollte ein Vorbild für ihre Nachfahren sein.
3. Indianer haben Kräfte, die sich von denen der Nichtindianer unterscheiden. Sie können übernatürliche Helfer haben, die ihnen Botschaften oder Geschenke zukommen lassen. Einige besitzen Indianerglück oder Keskamizit, das sie in Lage versetzt, Dinge schnell und mit großer Zuverlässigkeit zu tun, zu finden oder auszuführen.
4. Menschen sind gleich – oder sollten es sein. Niemand sollte sich über den anderen stellen, obwohl die Häuptlinge mit außergewöhnlichen Fähigkeiten, mit Großherzigkeit, Mut, Anständigkeit und mit Führungsaufgaben ausgestattet sein sollten.
5. Maßhalten ist zumeist besser als Unmäßigkeit. Zu viel von jedem kann schädlich sein; jeder aber sollte sich gelegentlich aus Zwängen befreien und ungewöhnliche Dinge tun.

Diese Leitlinien spielen aber bei den Mi’kmaq weiterhin eine wichtige Rolle, um sich den verändernden Bedingungen der Gegenwart anzupassen.

## Geschichte

### 16. Jahrhundert
Die Mi’kmaq waren vermutlich neben den Beothuk die ersten Ureinwohner Nordamerikas, die Kontakt zu Europäern hatten. Der erste Bericht über sie stammt von John Cabot, der 1497 drei Mi’kmaq nach England brachte. Ab 1501 hatten die Mi’kmaq regelmäßigen Kontakt mit spanischen, französischen, britischen und irischen Fischern, die die kanadische Küste jeden Sommer aufsuchten. Ab 1519 begann der Pelzhandel und die Mi’kmaq zeigten großes Interesse für verschiedene europäische Handelsgüter, besonders für Metallwaren, wie Messer, Äxte und Kessel.
Als der französische Entdecker Jacques Cartier 1534 in Baie des Chaleurs ankerte, wurde sein Schiff von einer großen Anzahl Mi’kmaq-Kanus umringt, deren Insassen mit Biberpelzen winkten. Um 1578 zählte man jeden Sommer nahezu 400 Fischerboote an der kanadischen Ostküste. Obwohl es zu dieser Zeit noch keine Siedlungen der Europäer gab, wurden die Mi’kmaq in den Jahren 1564, 1570 und 1586 von ihnen bislang unbekannten Krankheiten heimgesucht. Die ersten Siedlungsversuche der Europäer scheiterten an Hungersnöten und bitterer Kälte. Inzwischen hatte der Handel mit Mi’kmaq-Pelzen in Frankreich eine neue Mode kreiert. Wer Geld hatte, leistete sich einen Biberhaarhut und die neue Mode verbreitete sich rasch über ganz Europa. Der Preis für Biberfelle stieg und französische Händler erkannten ihre Chance für gute Geschäfte. Die Niederlage der spanischen Armada gegen die englische Flotte im Jahr 1588 war ein wichtiges Ereignis, weil die Spanier nun nicht mehr in der Lage waren, die anderen Europäer aus der Neuen Welt zu vertreiben.

### 17. und 18. Jahrhundert
Im Jahr 1604 errichtete Samuel de Champlain an der Mündung des St. Croix River die erste französische Siedlung. Damit begann die französische Periode in Nordamerika, die von etwa 1600 bis 1763 dauern sollte. Die Kultur der Mi’kmaq wurde in der französischen Periode stark beeinflusst. Die wesentlichsten Veränderungen entstanden durch den Pelzhandel und ihre Beteiligung am Konflikt zwischen Franzosen und Engländern.
Im Jahr 1607 kam es zum Krieg zwischen den Penobscot unter ihrem Sagamore Bashabes und den Mi’kmaq. Rivalität zwischen den Stämmen über die Vorherrschaft im Pelzhandel mit den Franzosen in Port Royal bestand schon seit längerer Zeit. Der bewaffnete Konflikt, der unter dem Begriff Tarrantiner-Krieg bekannt wurde, dauerte acht Jahre und endete 1615 mit dem Tod von Bashabes. In den folgenden Jahren wurden die Mi’kmaq von einer verheerenden Epidemie heimgesucht, so dass 1620 von ehemals geschätzten 10.000 Angehörigen nur noch 4.000 überlebten. 150 Jahre lang waren die Mi’kmaq nun in eine Serie von Kriegen zwischen Frankreich und England verwickelt, in denen sie stets auf der Seite Frankreichs kämpften.
Nach der Niederlage der Franzosen im Franzosen- und Indianerkrieg (1756–1763) hatten die Mi’kmaq nur eine kurze Atempause, bevor die britischen Kolonisten kamen. Nicht alle Mi’kmaq schlossen 1761 Frieden mit den Briten, und es kam wiederholt zu feindlichen Zusammenstößen bis zum Jahr 1779. Im Amerikanischen Unabhängigkeitskrieg hielten die Mi’kmaq zu den Amerikanern, in der Hoffnung, diese würden siegen und die Franzosen wieder die Herrschaft in Kanada übernehmen. Nach Ende des Krieges wurde englischen Loyalisten, deren Leben in Neuengland unerträglich geworden war, Land in den maritimen kanadischen Provinzen bewilligt. 1783 verließen 14.000 britische Loyalisten die jungen Vereinigten Staaten, um in Neubraunschweig zu siedeln.
Die britischen Gouverneure errichteten Indianerreservate. Häuptlinge wurden weiterhin auf Lebensdauer gewählt, aber die Auswahl wurde von den Priestern beeinflusst und von nichtindianischen Offiziellen bestätigt. Das Land, das man zum Nutzen und Wohl einer Gruppe von Indianern reserviert hatte, wurde oft später zugunsten von Nicht-Indianern beschnitten, die Quellen oder Wasserrechte für kommerzielle Zwecke brauchten. In den Kolonial- und Provinzarchiven dieser Zeit bleibt eine Menge zu forschen. Die Bemühungen der englischen Kolonisten hatten nur das eine Ziel, den Pelzhandel zu kontrollieren, dessen Monopol die Franzosen für so lange Zeit besessen hatten.
Als das Land der Indianer immer kleiner wurde und die Zahl der pelztragenden Tiere abnahm, wurden die Mi’kmaq nach und nach halbsesshaft; die Frauen und Kinder blieben in den Siedlungen, während die Männer periodisch außerhalb arbeiteten oder im Reservat lebten, wo sie Körbe und Holzgegenstände herstellten und Sozialhilfe von der Kolonialregierung erhielten. Einige Männer arbeiteten weiterhin als Fallensteller, aber die meisten verdingten sich als Holzarbeiter, Jagdführer und kommerzielle Fischer, wo sie zumindest etwas von ihrer traditionellen Erfahrung und ihrem Geschick einsetzen konnten.

### 19. Jahrhundert
Mitte des 19. Jahrhunderts wurden in den maritimen kanadischen Provinzen Segelschiffe, Straßen und Sägewerke gebaut. Auch viele Mi’kmaq-Männer fanden hier Arbeit, obwohl sie häufig von dauerhaften Jobs bei Sägewerken und im Straßenbau ausgeschlossen wurden. Als angelernte Arbeiter arbeiteten sie in saisonalen oder periodischen Jobs, die kein anderer für diesen Lohn annahm, und gerieten nach und nach in ein ländliches Proletariat. Über mehrere Generationen hinweg jagten die Mi’kmaq Delfine in der Straße von Canso und der Fundybucht. Als aber Petroleum das Delfin-Öl beim industriellen Bedarf ersetzte, war die Jagd beendet. Die Indianer beteiligten sich als Wanderarbeiter beim kommerziellen Kartoffelanbau in Maine und Neubraunschweig. Einige arbeiteten in Neuengland als Arbeiter in Holzfällerlagern, beim Hausbau oder in der Industrie, doch die meisten kamen regelmäßig wegen Arbeitslosigkeit in die Reservate zurück.

### 20. Jahrhundert
Anfang des 20. Jahrhunderts waren die meisten Mi’kmaq auf etwa 60 Reservate verteilt. In einigen lebten mehrere Hundert und in anderen nicht mehr als ein Dutzend indianische Bewohner. Das größte Reservat war Restigouche, laut Volkszählung von 1910 mit 506 Indianern bevölkert. Hier gab es ein Kapuziner-Mönchskloster, in dem Pater Pacifique lebte und arbeitete, und in der Klosterschule der Schwestern vom Heiligen Rosenkranz konnte man die Mi’kmaq-Sprache lernen.
Um 1920 begannen in den Reservaten politische, erzieherische und wirtschaftliche Veränderungen. Allmählich führten die Behörden eine bessere medizinische Versorgung ein, die zu einem rapiden Bevölkerungswachstum bei den Mi’kmaq beitrug, so dass sich ihre Zahl bis 1970 nahezu verdoppelte. Vom Ende des Ersten Weltkrieges bis 1942 war der Indianeragent in Restigouche ein Arzt. Der Einfluss der nach den Bestimmungen des Federal Indian Act für zwei bzw. drei Jahre gewählten Häuptlinge und Ratsmitglieder war gering, so dass die meiste Verantwortung für die Reservatsverwaltung beim Indianeragenten und dem Bureau of Indian Affairs (BIA) lag.
Die neu eröffneten Schulen in den Reservaten wurden nur unregelmäßig besucht, aber allmählich erlernten Jungen wie Mädchen die Grundzüge von Rechnen und Schreiben.
Den Ersten Weltkrieg erlebten viele junge Mi’kmaq in der kanadischen Armee und kamen so erstmals in Kontakt mit Indianern aus anderen Provinzen Kanadas. Die Kriegswirtschaft sorgte für Arbeitsplätze und auch der Sport war bei jungen Männern der Mi’kmaq populär. So wurden Eishockey und Baseball der Nationalsport des Stammes. Aber die Weltwirtschaftskrise brachte das Ende mancher Hoffnung und führte in den 1930er Jahren besonders bei den Mi’kmaq zu großer Arbeitslosigkeit. Es waren öffentliche Gelder notwendig, um eine Hungersnot abzuwenden.
Der Zweite Weltkrieg brachte einen kurzlebigen Wohlstand und man bot den heimkehrenden Mi’kmaq-Veteranen Hilfe beim Bau oder bei der Renovierung ihrer Häuser an. In den folgenden Jahren kamen außer der Elektrifizierung auch Rundfunk und Fernsehen in die Reservate. Dazu wurden öffentliche Programme aufgelegt, die das Erscheinungsbild der Reservate modernisieren sollten. Neue Schulen und Transportmöglichkeiten ermöglichten es den jungen Mi’kmaq, sich besser auf das Studium oder den Beruf vorzubereiten. Trotzdem stieg die Zahl der arbeitslosen Indianer und viele Mi’kmaq wurden diskriminiert, so dass sie nur durch Regierungsprogramme geförderte Arbeit finden konnten. Es kann nicht überraschen, dass damit die Kriminalitätsrate und der Alkoholismus unter den Indianern anstiegen.
Ende der 1940er Jahre sollten die Mi’kmaq im Rahmen eines Zentralisierungsprogramms die mehrere Dutzend zählenden kleinen Reservate verlassen, um in größere Siedlungen nach Shubenacadie in Zentral-Neuschottland und Eskasoni auf Cape Breton Island umzusiedeln. Ihnen wurden neue Häuser und bessere Ausbildungs- und Verdienstaussichten angeboten. Es stellte sich jedoch schnell heraus, dass in diesen Regionen kaum genügend Arbeitsplätze vorhanden waren. Im Jahr 1951 wurde ein überarbeitetes Indianer-Gesetz erlassen, mit dem die Stammesräte erweitert wurden und mehr Einfluss auf die eigenen Angelegenheiten nehmen konnten. Dies war Teil einer generellen Politik, welche die Reservate auf mehr Selbstbestimmung vorbereiten sollte.

### Heutige Situation
In den 1960er Jahren führten die Bemühungen endlich zum Erfolg, die Mi’kmaq durch Weiterbildungsmaßnahmen zu fördern. Viele Angehörige fanden einen neuen Beruf, der gut bezahlt wurde und in dem sie auch erwünscht waren. Sie arbeiteten beim Bau von Wolkenkratzern, wie schon die Mohawk in den 1930er Jahren. Um 1970 hatte mindestens ein Drittel aller arbeitenden Männer in Restigouche beim Bau von Wolkenkratzern in Boston gearbeitet. Diese gefährliche Arbeit in großer Höhe war deshalb so beliebt bei den Indianern, weil sie mit ihren Wertvorstellungen vereinbar war und gut bezahlt wurde. Auch Mi’kmaq-Frauen erlernten neue Fertigkeiten. Die staatlich geförderte Berufsausbildung ermöglichten vielen, sich als Krankenschwestern, Lehrerinnen, Sekretärinnen oder Sozialarbeiterinnen zu qualifizieren. Die kanadische Regierung unterstützte das Reservat Glooscap (Nova Scotia) 2009 mit umgerechnet 680.000 Euro.
Tatsächlich zeichnet sich heute (2008) kein Mi’kmaq-Reservat durch besonderen und sichtbaren Wohlstand aus, doch damit unterscheidet sich die Situation nicht wesentlich von benachbarten nichtindianischen Gemeinden vergleichbarer Größe. Die Indianer-Häuser sehen gleichförmig aus und die kleinen Gärten sind ungepflegt. Viele alte Hütten hat man stehen gelassen, und bei der ständigen Fluktuation der Bevölkerung zwischen den Reservaten und Städten gibt es viele freie Wohnungen. In allen größeren Reservaten gibt es Elektrizität, obwohl einige Indianer an ihrer alten Kerosin-Lampe festhalten. Gute Straßen sind selten, die Provinzial-Regierung will sie nicht instand halten und die Bundesbürokratie reagiert sehr langsam auf Missstände.
So sieht heute ein typisches Mi’kmaq-Reservat aus: eine Hauptstraße, eine Kirche, eine Schule, ein Gemeinde-Zentrum, ein Agenturgebäude oder ein Stammes-Regierungsbüro, eine Veteranen-Halle, Lebensmittelläden, ein Wasserleitungs- und ein Kanalsystem. In den Reservaten gibt es beträchtliche Unterschiede bei den Bewohnern in Bezug auf Sprache, Bildung und Religiosität. Bis zum 20. Jahrhundert war die Mi’kmaq-Sprache ein verbindliches Kennzeichen der ethnischen Identität. Aber es gibt nur sehr wenige Leute, die noch ausschließlich Micmac sprechen und der Anteil der Nichtsprecher wächst ständig. In einigen Reservaten lernen alle Personen unter 20 Jahren Englisch als erste Sprache. In Restigouche ist die Stammessprache zwar noch die wichtigste Sprache für die jungen Leute, aber auch dort werden Fernsehen und englischsprachige Schulen bald die Sprachfähigkeiten der jungen Generation einschränken.
Zu Beginn der 1960er Jahre baute die Bundesregierung Schulen in den Reservaten. So fand man in der Reservatsschule in Restigouche, die von katholischen Schwestern und weltlichen Lehrern geführt wurde, auch Klassen für nichtindianische Kinder aus den benachbarten Gemeinden, von denen viele nur Französisch sprachen. Die meisten Mi’kmaq sind noch immer römisch-katholisch und die höheren Feiertage werden mit angemessenen Zeremonien begangen, besonders der Tag der Schutzpatronin Saint Anne am 26. Juli. Doch Säkularisation und Tourismus haben sogar diesen Micmac-Nationalfeiertag beeinflusst, und manche der jungen Leute stehen der Kirche heute kritisch gegenüber.

## Politische Organisation und Repräsentation der Mi’kmaq in Kanada und den USA

### First Nations der Mi’kmaq
Heute (Stand: März 2013) gibt es mehrere First Nations der Mi’kmaq in Kanada sowie einen auf Bundesebene anerkannten Stamm (federally recognized tribe) in den USA, die sich unter Berücksichtigung der historischen sieben (später acht) Distrikte den folgenden Stammesgruppen zurechnen lassen:
Segepenegatig (Distrikt: Sipekne'katik, Sipeknékatikik – mittleres Nova Scotia)
- Millbrook First Nation,[18] Wékopekwitk, We'kopekwitk oder Wagobagitik – „End of the Water's Flow“, verballhornt durch Akadier zu Cobequid. Es bezeichnet die Region rund um die gleichnamige Cobequid Bay sowie um den Verwaltungssitz, die heutige Stadt Truro, südlich des Salmon River im Colchester County. Reservate: Millbrook #27 (8 km östlich von Truro), Beaver Lake #17 (78,4 km südöstlich von Kjipuktuk- „Großer Hafen“, d. h. Halifax, Sheet Harbour #36 (91,2 km nordöstlich von Halifax), Truro #27A (grenzt an die südliche Stadtgrenze von Truro), Truro #27B, Truro #27C, Cole Harbour #30 (9,6 km östlich von Halifax). Die Population beträgt 1.345 Personen.
- Shubenacadie First Nation,[19] früher auch als L'nu Si'puk (Indian Brook First Nation) bekannt, Sipekníkatik oder Sipeknékatikik – „wild potato area“. Shubenacadie ist die zweitgrößte First Nation in Nova Scotia und liegt ca. 48 km südlich von Truro mit dem Verwaltungssitz in Shubenacadie, Nova Scotia. Reservate: Shubenacadie #13 (32 km nördlich von Halifax), Indian Brook #14 (29 km südwestlich von Truro), Pennal #19 (67 km nordwestlich von Halifax) und New Ross #20 (64 km nordwestlich von Halifax). Die Population beträgt 2.502 Personen.
- Annapolis Valley First Nation.[20] Kampalijek, die Reservate der First Nation liegen im Annapolis Valley im Südwesten von Nova Scotia, lebten entlang des Annapolis River (Taooopskik – „the river runs out between rocks“), erste Sprache ist Canadian English, Verwaltungssitz: Cambridge Station, King's County, Nova Scotia, Reservate: Cambridge #32 (88 km nordwestlich von Halifax), St. Croix #34 (46,4 km nordwestlich von Halifax), mehr als die Hälfte der Stammesmitglieder leben außerhalb der Reservate, Population: 270)
- Glooscap First Nation[21] (benannt nach dem Kulturheros Gluskap (Glooscap), Pesikitk – „place where meat is sliced and dried“, bis 2001 als Horton First Nation bekannt,[22] ihr Reservat befindet sich im Annapolis Valley, Verwaltungssitz: Hantsport, Nova Scotia, schon gegen 1800 wurde ihnen Land zugewiesen, als zudem 1880 die Annapolis Valley First Nation gebildet wurde, gab es 160 Mi’kmaq in zwei – ca. 30 km entfernte – Siedlungen (eine nahe Hantsport, die andere nahe Berwick); bald jedoch fühlten sich diejenigen nahe Hantsport (heutige Glooscap 1st Nation) benachteiligt, so dass sich im Juni 1984 die beiden Gemeinden trennten, und die Glooscap First Nation wurde die dreizehnte Mi'kmaw Band in Nova Scotia, Reservat: Glooscap #35 (68,8 km nordwestlich von Halifax), Verwaltungssitz: Hantsport, Nova Scotia, Population (2008): 304)

Esgigeoag (auch Esgigiag, Distrikt: Eskikewa'kik, Eskíkeawag, Esge’gewa’gi – Osten von Nova Scotia)
- Paqtnkek Mi’kmaw Nation[23] (Paq'tnkek oder Paqtnkek – „an der Bucht“, vormals auch als Afton Mi’kmaq First Nation[24] bekannt, liegt die First Nation im Antigonish County 24 km östlich von Antigonish im Nordosten von Nova Scotia, Verwaltungssitz: Afton Station, Antigonish County, Nova Scotia, Reservate: Pomquet – Paq'tnkek #23 (24 km östlich von Antigonish), Franklin Manor #22 (32 km südwestlich von Amherst), Summerside #38 (18 km östlich von Antigonish), Population: 552)

Gespopoitnag (auch Gespogoitg, Distrikt: Kespukwitk – Westen von Nova Scotia sowie Teile des angrenzenden US-Bundesstaates Maine, wurden von den Franzosen als Souriquois – „salt water men“ bezeichnet)
- Acadia First Nation[25] (Malikiaq, Verwaltungssitz: Yarmouth, Nova Scotia, Reservate: Gold River #21 (60,8 km westlich von Halifax), Medway #11 (108,8 km südwestlich von Halifax), Ponhook Lake #10 (115,2 km südwestlich von Halifax), Wildcat #12 (111 km südwestlich von Halifax), Yarmouth #33 (3,2 km östlich von Yarmouth), 90 % der Stammesmitglieder leben außerhalb der Reservate, Population: 1.452)
- Aroostook Band of Micmacs[26] (Ulustuk, abgel. von W’alustuk (Welàstekw oder Wolastoq – „schöner oder glänzender Fluss“), dem Maliseet-Namen für den Saint John River, diese nannten sich daher auch W'olastiquiyik (Welastekwíyek – „Volk am schönen (glänzenden) Fluss“), wurden im November 1991 offiziell als einzige Gruppe der Mi’kmaq auf Bundesebene als Stamm von den USA (Pastunkeywa'kik/Pastung oder Bostoonkawaach/Bostoon genannt, abgel. von Boston) anerkannt (als sog. federally recognized tribe), die meisten Stammesmitglieder leben in den heutigen Städten Caribou, Houlton, Presque Isle sowie anderen Gemeinden im Nordosten von Maine, da der Stamm zwar über weit verstreute Parzellen von Land verfügt, jedoch keine eigene Reservation hat, Verwaltungssitz: Presque Isle, Aroostook County, Maine, USA, Population: ca. 1.100)
- Bear River First Nation[27] (L'setkuk, L'sitkuk, Ls'tgug, sprich: ‚elsetkook‘ – „flowing along by high rocks“ oder „water that cuts through“ ist die Bezeichnung für den Bear River (oder Elsetkook),[28] früher auch als L’sitkuk band oder manchmal als Muin Sipu bekannt, heute vermehrt auch L’setkuk First Nation, befindet sie sich im Annapolis Valley zwischen den Städten Annapolis Royal und Digby, früher war L'sitkuk auf Grund seiner strategischen Lage – alte Wasserhandelsrouten verbanden die Atlantikküste mit dem Inland –, ein zentraler Sammel- und Handelsplatz für die Mi’kmaq, zudem war er auch ein bedeutender Treffpunkt der Wabanaki-Konföderation, einer politisch-kulturellen Allianz zwischen den Penobscot (Penawapskewi), Passamaquoddy (Pestomuhkati), Maliseet (Wolastoqiyik), Abenaki und Mi’kmaq, Reservate: Verwaltungssitz: Bear River, N.S, Reservate: Bear River #6 (17,6 km südöstlich von Digby), Bear River #6A (9,6 km südöstlich von Annapolis Royal), Bear River #6B (6, 4 km südöstlich von Annapolis Royal), Population: 322)

Piktuk aqq Epekwitk (auch als Epegwitg aq Pigtug bekannt)

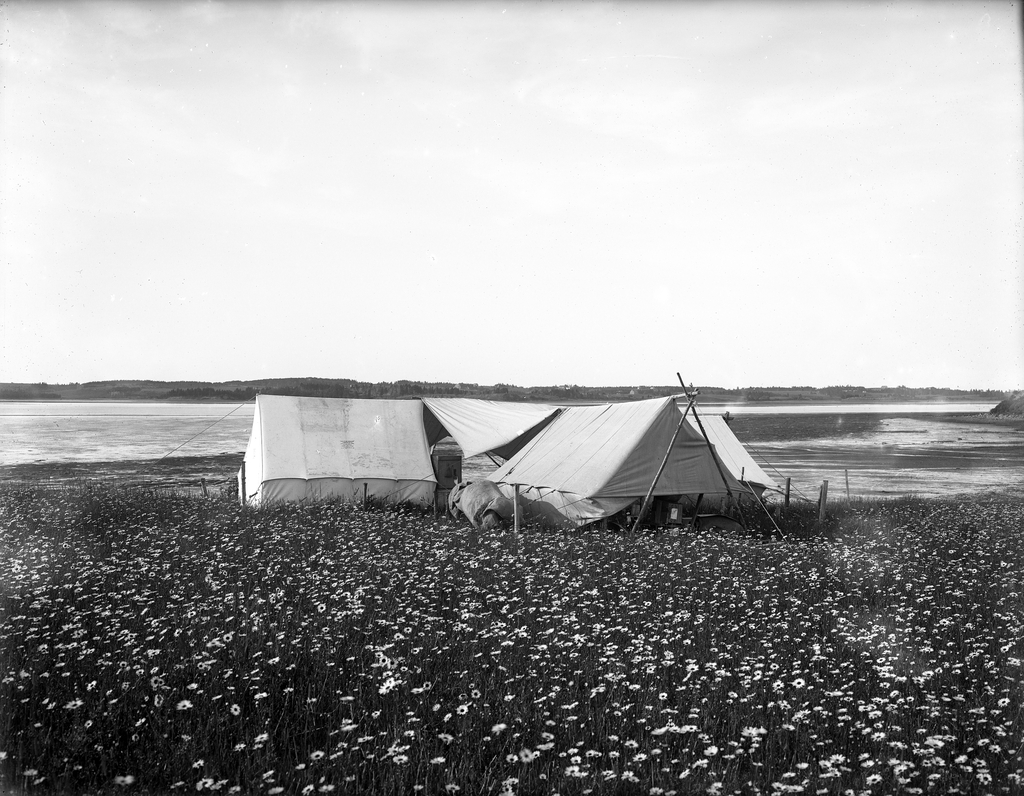
Zeltlager von Archäologen bei Merigomish Harbour, fotografiert im Jahr 1914

- Pigtogeog (auch Pigtog, Distrikt: Piwktuk, Piktukewaq – Pictou County im Nordosten von Nova Scotia gegenüber von Prince Edward Island)[29]
  - Pictou Landing First Nation[30] (Puksaqtéknékatik, Puksaqte'kne'katik, leben nahe Pictou (Piktuk – „explodierendes Gas“), am Südufer der Northumberlandstraße in Pictou County, Nova Scotia. Reservate: Fisher's Grant #24 (9,6 km nördlich von New Glasgow), Fisher's Grant #24G (3,2 km südöstlich von Pictou Landing), Boat Harbour #37 (8 km nördlich von New Glasgow), Merigomish Harbour #31 (12,8 km östlich von New Glasgow), Franklin Manor #22 (32 km südöstlich von Amherst, teilen dies mit der Paqtnkek Mi'kmaw Nation), Verwaltungssitz: Trenton, Nova Scotia, Population: 636)
- Epegoitnag (auch Epeggoitg, Distrikt: Epelwik, Epekwitk – Prince Edward Island)
  - Lennox Island First Nation[31] (L'nui Mnikuk, Reservat: Lennox Island (24 km nördlich von Summerside, P.E.I.), Verwaltungssitz: Lennox Island Island, P.E.I, Population: 700 (hiervon ca. 437 im Reservat))
  - Abegweit First Nation[32] (Epekwitk, Verwaltungssitz: Scotchfort, P.E.I., Reservate: Morell #2 (38,4 km nordöstlich von Charlottetown), Rocky Point #3 (südlich des Hafens von Charlottetown, P.E.I.), Scotchfort #4 (24 km nordöstlich von Charlottetown), Population: 396)

Onamag (auch Onamagig, Distrikt: Wunama'kik, Unamákik, Unamáki, Oonamaagik – Cape Breton Island)
- Waycobah First Nation[34] (Wékoqmáq, We'koqma'q – „head of the waters“, die First Nation liegt auf Cape Breton Island, benachbart zum Dorf Whycocomagh, am Westufer des Bras d’Or Lake, Nova Scotia,  Verwaltungssitz: Whycocomagh, Nova Scotia, Reservate: Whycocomagh #2 (70,4 km westlich von Sydney), We'koqma'q (20 % des IR Malagawatch #4, 62,4 km südwestlich von Sydney), Population: 961)
- Wagmatcook First Nation[35] (Wagmitkuk, Waqam'tgug, Wagmatcook – „clean wave“ oder „where water flows clean“, ein Verweis auf den Wagmatcook River (auch als „Middle River“ bezeichnet) und den Bras D'Or Lake, die First Nation befindet sich ca. neun km südwestlich von Baddeck, das am Westufer des Bras d'Or Lake liegt, im Zentrum von Cape Breton Island und ist vielleicht die älteste dauerhafte Mi’kmaq-Siedlung in Nova Scotia, Verwaltungssitz: Wagmatcook, N.S, Reservate: Wagmatcook #1 (51,2 km westlich von Sydney), Margaree #25 (68,8 km nordwestlich von Sydney), Malagawatch #4 (wird von 5 First Nations geteilt, daher je 20 %, 62,4 km südwestlich von Sydney), Population: 782)
- Eskasoni First Nation[36] (Eskisoqnik oder We'kwistoqnik – „where the fir trees are plentiful“, Verwaltungssitz: Eskasoni, Nova Scotia, die First Nation liegt entlang des Ufers des Bras d'Or Lakes im Osten von Cape Breton Island, Eskasoni First Nation stellt die größte Gruppe von aktiven Mi’kmaq-Sprechern, Reservate: Eskasoni #3, Eskasoni #3A  (beide 40 km südwestlich von Sydney), Malagawatch #4 (20 % des Reservats, 62,4 km südwestlich von Sydney), Population: 4.163)
- Membertou First Nation[37] (benannt nach dem Grand Chief Maupeltuk (besser bekannt als Membertou, 1510–1611), die First Nation befindet sich nur 3 km vom Stadtzentrum des Verwaltungssitzes Sydney, Nova Scotia, entfernt, jedoch innerhalb der Stadtgrenze, Membertou ist somit eine sog. urban First Nation community (städtische First Nation), bis 1916 befand sich das Reservat (offiziell: Kings Road Reserve) direkt an der Kings Road am Hafen von Sydney, Verwaltungssitz: Sydney, NS, Reservate: Membertou #28B (1,6 km südlich von Sydney), Caribou Marsh #29 (8 km südwestlich von Sydney), Sydney #28A (1,6 km nordöstlich von Sydney), Malagawatch #4 (20 % des Reservats, 62,4 km südwestlich von Sydney), Population: 1.373)
- Potlotek First Nation[38] (vormals Chapel Island (= Potlotek) First Nation, bezeichneten sich auch als Pastukopajitkewe'kati – „Sea Cow Place“, einem weiteren Namen von Potlotek (Chapel Island), ihr Reservat grenzt an Pitu'pa'q („Inneres Meer“, oder Pitu'pok – „Salzwasser“, dem Bras D'Or Lake), Potlotek (Chapel Island) selbst ist ca. 270 m entfernt von der gleichnamigen Siedlung, auf Chapel Island (auch Mniku) befand und befindet sich der Mi’kmaq Grand Council (Großer Rat der Mi’kmaq), zudem findet im Juli/August auf der sonst unbewohnten Insel die Pilgerschaft der St. Ann statt, der Patronin der Mi’kmaq, Verwaltungssitz: Chapel Island, Nova Scotia, Reservate: Chapel Island #5 (68,8 km südwestlich von Sydney), Malagawatch #4 (20 % des Reservats, 62,4 km südwestlich von Sydney), Population: 691)

Sigenigteoag (auch Sigenitog, Distrikt: Siknikt, Sikniktuk, Sikniktewag, Signigtewágig, Sgnuoptijg – im Einzugsgebiet des Miramichi River sowie der Atlantikküste in New Brunswick)
- Esgenoôpetitj First Nation[39] (Eskinuopitijk, Eskɨnuopitijk, Esgenoopetitj, oftmals noch unter dem früheren Namen Burnt Church First Nation bekannt, der Name Burnt Church – „verbrannte Kirche“ rührt daher, dass während der Kriege zwischen Briten und Franzosen, die Mi’kmaq zahlreiche Akadier (wie die Franzosen sich nannten) versteckten und die Briten daraufhin im Rahmen einer Kampagne zur Zerstörung der Siedlungen 1758 die Kirche niederbrannten,  Verwaltungssitz: Burnt Church, N.B., Reservate: Burnt Church #14 (32 km nordöstlich von Chatham, einem Stadtteil von Miramichi), Tabusintac #9 (40 km nordöstlich von Chatham, N.B.), Pokemouche #13 (64 km östlich von Bathurst (Nepisiguit), an der Mündung des Nepisiguit River in die Chaleur-Bucht), Population: 1.773)
- Elsipogtog First Nation[40] (Elsipogtog oder L'sipuktuk – „River of Fire“, das Gebiet war auch bekannt als „Festung des Sikniktuk-Distriktes“ sowie Jagd- und Wohngebiet des Mi’kmaq-Clans Alguimou (L'kimu), manchmal auch als Mesgiig Oelnei, Meski'k Walney oder Pekwotapaq bezeichnet, den verschiedenen Mi’kmaq-Bezeichnungen für Big Cove, daher vormals Big Cove Band genannt, Verwaltungssitz: Elsipogtog First Nation (Big Cove), N.B., Reservate: Richibucto #15 (8 km südwestlich von Rexton, N.B., am Richibucto River, früher: „Big Cove Reserve“, jetzt meist: „Elsipogtog“ oder „L'sipuktuk“ genannt), Soegao #35 (5 km westlich von Moncton, N.B.) Population: 3.139)
- Buctouche First Nation (auch Puktusk ili Tjipogtotjg, auch Council of Buctouche Mi’kmaq Band, die heutige First Nation befindet sich im Kent County im östlichen New Brunswick, ca. 3,2 km südwestlich ihres Verwaltungssitzes Buctouche, N.B., Population (12/1999): 89)
- Eel Ground First Nation[41] (Natuaqanek, Natoageneg, Natuaqaneg, die Reservate der First Nation liegen entlang des Miramichi River im Norden von New Brunswick in direkter Nachbarschaft zur Stadt Miramichi, Verwaltungssitz: Eel Ground, N.B, Reservate: Eel Ground #2 (4,8 km westlich von Newcastle, N.B.), Big Hole Tract #8 (20,8 km westlich von Newcastle N.B.), Renous #12 (südliche Hälfte des Reservats, 27,2 km westlich von Newcastle N.B.), Population: 989)
- Fort Folly First Nation[42] (bis Mitte des 20. Jhd. bewohnten sie das Fort Folly I.R. #27 (jetzt: „Former Mi’kmaq Reserve at Beaumont“ oder „Former Fort Folly Reserve“)[43] am Ostufer des Petitcodiac River (Petkootkweak genannt) nahe dem Dorf Beaumont, das Gebiet des früheren Reservats sowie das Flussgebiet des Memramcook River war einst ein bedeutendes Siedlungsgebiet der Mi’kmaq und als Kwesawék Amlamkuk – „the delta where the multicoloured rivers meet“ bekannt, die First Nation lebt heute in einem Reservat, das ca. 13 km westlich von Sackville, NB sowie ca. 40 km östlich von Moncton, NB liegt, Verwaltungssitz: Dorchester, N.B, Reservat: Fort Folly #1 (1,6 km südöstlich von Dorchester, N.B.), Population: 124)
- Indian Island First Nation[44] (Lnui Menikuk oder Elno Minigo, die heutige First Nation befindet sich im Kent County im östlichen New Brunswick, Reservat: Indian Island #28 (8 km nordöstlich von Rexton, N.B.), Verwaltungssitz: Indian Island, N.B., Population: 180)
- Metepenagiag Mi’kmaq Nation[45] (bis 2001 als Red Bank First Nation bekannt, die Reservate der First Nation liegen im Einzugsgebiet des Miramichi River mit dem Zentrum Red Bank (Metepnákiaq oder Metepenagiag – „Where Spirits Live“ genannt) an der Mündung des Little Southwest Miramichi River in den Northwest Miramichi River, ca. 25 nordwestlich von Miramichi, N.B., Verwaltungssitz: Red Bank, N.B, Reservate: Red Bank #4 (22,4 km westlich von Newcastle, N.B.), Red Bank #7 (24 km westlich von Newcastle, N.B.), Big Hole Tract #8 (20,8 km westlich von Newcastle, N.B.), Point #1 (die nördliche Hälfte des Reservats, 19,2 km westlich von Newcastle, N.B.), Population: 650)

Gespegeoag (auch Gespegiag, Distrikt: Gepeg, Kespek – „letztes Land“, Kespékewaq, Kespoogwitunak, Gespe’gewa’gi – „zuletzt erworbenes Land“, d. h. die Gaspésie sowie westwärts entlang des Sankt-Lorenz-Stroms (Maqtugweg genannt) ein weites Netzwerk von Wasserwegen im Landesinneren von in Québec, im Osten bis zur Chaleur-Bucht (Mawi Poqtapeg genannt, jagten gelegentlich auch auf Natigasteg – „foreground“, „prominent position“ (Anticosti Island) sowie im Süden bis zum Miramichi River in New Brunswick)
- Gesgapegiag First Nation (auch Micmacs of Gesgapegiag, die First Nation befindet sich ca. 56 km östlich von Restigouche, Québec, zwischen den First Nations von Listuguj und Gespeg, am Rivière Cascapédia, die heutige Siedlung wurde offiziell 1850 errichtet, jedoch hatten die Mi’kmaq entlang des Rivière Cascapédia seit Jahrhunderten bereits gelebt und das Gebiet rund um die heutige Siedlung Gesgapegiag war ein sehr bedeutender Teil des traditionellen Stammesgebietes des Distrikts von Gespe’gewa’gi,[48] diese Gruppe benannte sich nach dem Rivière Cascapédia als Keskapekiaq, Gesgapegiag – „da wo der Fluss sich weitet“, „mächtiger Strom“, „großer Fluss“, Verwaltungssitz: Maria (auch: Gesgapegiag), Québec, Population: 1.417)
- La Nation Micmac de Gespeg[49] (auch Première Nation de Gespeg oder Micmac Nation of Gespeg, die First Nation ist eine sog. landlose First Nation, daher wohnen rund drei Fünftel der Angehörigen in der Stadt Gespeg an der Südküste der Gaspé-Bucht, zwei Fünftel in Montréal, einst reichte ihr Stammesgebiet von der Gaspé-Bucht bis zum York und Dartmouth, sie streiften auch bis in den Norden der Gaspé-Halbinsel, einschließlich der Umgebung der heutigen Stadt Percé,[50] Verwaltungssitz: Fontenelle, Québec, Population: 656)
- Listuguj Mi'gmag Government[51] (auch Listuguj Mi'gmaq First Nation oder Première Nation de Listuguj, oft nur Listukuj Míkmaq, bezeichnen sich selbst als Gespe'gewaq – „The People of the Last Land“, die Siedlung Listuguj (engl. Aussprache: ‘lis·tu·guch’) umgeben von den Bergen der Appalachen liegt im Südwesten der Gaspésie in Québec, im Süden wird sie vom Restigouche River begrenzt, der zugleich die Grenze zur Provinz New Brunswick bildet, bis 1745 befand sich ihre Siedlung, damals Tigog genannt, am Südufer des Restigouche bei Sugarloaf Mountain, an der Stelle des heutigen Atholville, New Brunswick,[52] ihr ehemaliges Stammesgebiet umfasste das große Einzugsgebiet sowie das Gezeitengeprägte Delta des Restigouche bis zur Chaleur-Bucht (Mawi Poqtapeg), sie bezeichneten den Fluss als ‘Listuguj’ – „Zerteilt das Land, wie die fünf Finger die Hand“ (gemeint ist der Restigouche sowie seine fünf mündungsnahen Zuflüsse: der Kedgwick River, Matapédia, Patapédia und der Upsalquitch), daher wurden sie vormals als Restigouche River Micmac oder Mickmakis de rivière Ristigouche bezeichnet, Sprache: Listugujewa'tuet-Dialekt von Mi’gmaw, Canadian English und Canadian French, Verwaltungssitz: Listuguj, Québec, Population: 3.690, hiervon leben ca. 1.610 außerhalb des Reservats)
- Eel River Bar First Nation (Oqpíkanjik, Ugpi’ganjig, auch Council of Eel River Bar, Verwaltungssitz: Eel River Bar, N.B., Reservate: Eel River #3 (3,2 km südlich von Dalhousie, N.B.), Moose Meadows #4 (32 km südlich von Dalhousie, N.B.), Indian Ranch (2,4 km südlich von Dalhousie, N.B.), Population: 690)
- Pabineau First Nation[53] (auch: Première Nation de Pabineau, bezeichnen sich selbst als Oinpegitjoig L’Noeigati, auch bekannt als Kékwapskuk oder Ge’goapsgog, das Reservat Pabineau #11 befindet sich 8 km südlich von Bathurst), N.B., Population: 286)

Tagamgoog (auch Taqamkukewa'q, Distrikt: Taqamkuk, Ktaqamkuk – „Land Across the Water“ – südliches Newfoundland)
- Miawpukek First Nation[54] (Miawpukek Mi'kamawey Mawi'omi, Miawpukwek – „Middle River“, auch als Mi’kmaq of Taqmkuk (Neufundland) bekannt, vormals als Conne River Micmac bekannt, waren nach eigenen Angaben eng mit den Pi'tow'ke oder Pi’tawkewaq („flussaufwärts“, aus dem Mi’kmaq: Pi'tow'ke waq na nin – „Wir kommen vom Land flussaufwärts“, Beothuk)[55] verwandt, neben Beothuk haben sie auch Innu, Abenaki sowie Europäer (vermutlich Akadier) als Vorfahren, lebten und leben entlang der Südküste von Neufundland, Verwaltungssitz: Conne River, NL, Reservat: Samiajij Miawpukek (Conne River), ca. 224 km südlich von Gander, 16,66 km², Population: 2.928)
- Qalipu Mi’kmaq First Nation[56] (Qalipu – „Karibu“, sprich: ‚hal-lay-boo‘, oftmals auch Qalipu Mi’kmaq First Nation Band (QMFNB) genannt, da die First Nation aus neun Bands (oder First Nations) besteht, die jeweils einen ward (Bezirk/Verwaltungssitz der jeweiligen Band) für die Wahl des Band Councils (Stammesrates) repräsentieren, Verwaltungssitz: Corner Brook, NL, Population: 23.853)[57]
  - Elmastogoeg First Nations[58] (bis 2003 Benoit First Nation (Penwa' Mawi-Amskwesewey L'nue'kati) oder Benoits Cove First Nations, bis 1980 Teil der St. George Indian Band, die Gemeinden der First Nation befinden sich im Südwesten der Port au Port Peninsula (Payun Aqq Payunji'j), NL, ihr Name leitet sich von Elmastukwek ab, der Bezeichnung der Bay of Islands,[59] Verwaltungssitz (Bezirk): Degrau, NL)
  - Corner Brook Indian Band (Verwaltungssitz (Bezirk): Corner Brook, NL)
  - Flat Bay Mi’kmaq Band[60]  (vormals: Flat Bay Indian Band genannt, Verwaltungssitz (Bezirk): Flat Bay, NL)
  - Gander Bay Indian Band (lebten und leben an der Gander Bay sowie entlang des Gander River (Akilasiye'wa'kik genannt) und Gander Lake (Akiilasiye'wa'kik Qospem genannt) in der Mitte von Neufundland, Verwaltungssitz (Bezirk): Gander Bay, NL, Population (2009): 315 (hiervon 150 außerhalb der Siedlung))
  - Glenwood Mi’kmaq First Nations[61] (die Stadt Glenwood am Gander River (Akilasiye'wa'kik genannt) liegt ca. 24 km westlich von Gander im Nordosten von Neufundland, jagten entlang des Gander River und am Gander Lake (Akiilasiye'wa'kik Qospem genannt), sowie zwischen Glenwood und der Gander Bay via the system of rivers of the Miawpukek Reserve in Conne River.leben in der Mitte von Neufundland, Verwaltungssitz (Bezirk): Glenwood, NL)
  - Port au Port Indian Band (Pukt aq Pukt Kwe'sawe'k oder PoPayun Aqq Payunji'j Mi’kmaq – „Bewohner der Port au Port Peninsula (Payun Aqq Payunji'j genannt)“, leben heute an der Westküste von Neufundland, Verwaltungssitz (Bezirk): Port au Port, NL)
  - Sple’tk First Nation (SFN)[62] (vormals Exploits Indian Band, lebten von der Elch- und Karibu-Jagd sowie von Fischfang –  insbesondere Lachs – entlang des Exploits River sowie am Beothuk Lake (bis November 2021 bekannt als „Red Indian Lake“; benannt nach den vormals hier siedelnden als Red Indians bezeichneten Beothuk) in Neufundland, Verwaltungssitz (Bezirk): Grand Falls-Windsor, NL, Population: 1.600)
  - St. George’s Indian Band[63] (lebten im Codroy River Valley (Miawpukwek – „Middle River“ genannt),[64] entlang des St. George’s River (Nujio'qon(i)ik genannt) sowie rund um die Bay St. George zwischen der Bay of Islands und Port aux Basques (Siinalk genannt) an der Südwestküste von Neufundland, bezeichneten sich nach der Bay St. George als Noywa'mkisk,[65] meist heute jedoch Nujio'qonik – „where the sand is blown up by the wind“, Verwaltungssitz (Bezirk): St. George’s (Nujio'qon), NL, Population: ca. 2.200)
  - Indian Head First Nations[66] (Ilnu Wunji Mi'kamawey Mawi'omi, vormals: Stephenville/Stephenville Crossing Band, Verwaltungssitz (Bezirk): Stephenville Crossing, NL)

### Tribal Councils der Mi’kmaq
Confederacy of Mainland Mi’kmaq (CMM)
- Annapolis Valley First Nation
- Bear River First Nation
- Glooscap First Nation
- Millbrook First Nation
- Pictou Landing First Nation
- Paqtnkek Mi’kmaw Nation

Mawiw Council
- Esgenoôpetitj First Nation (auch: Burnt Church First Nation)
- Elsipogtog First Nation

Mi'gmawei Mawiomi Secretariat (MMS)
- Gesgapegiag First Nation
- La Nation Micmac de Gespeg
- Listuguj Mi'gmag Government – auch Mitglied des Gespe’gewaq Mi’gmaq Resource Council (GMRC)[70]

Mi’kmaq Confederacy of PEI
- Lennox Island First Nation
- Abegweit First Nation

North Shore Micmac District Council und Union of New Brunswick Indians
- Buctouche First Nation
- Eel Ground First Nation
- Fort Folly First Nation
- Indian Island First Nation
- Metepenagiag Mi’kmaq Nation
- Eel River Bar First Nation – auch Mitglied des Gespe’gewaq Mi’gmaq Resource Council (GMRC)
- Pabineau First Nation – auch Mitglied des Gespe’gewaq Mi’gmaq Resource Council (GMRC)

Union of Nova Scotia Indians (UNSI)
- Acadia First Nation
- Shubenacadie First Nation
- Waycobah First Nation
- Wagmatcook First Nation
- Eskasoni First Nation
- Membertou First Nation
- Potlotek First Nation

Independent First Nations
- Miawpukek First Nation
- Qalipu Mi’kmaq First Nation
- Aroostook Band of Micmacs

## Demografie
Im Jahr 1616 schätzte Pater Biard die Mi’kmaq-Bevölkerung auf über 4.000 Angehörige. Aber er bemerkte an anderer Stelle, dass es einen großen Verlust im 16. Jahrhundert gegeben hätte. Fischer hatten die Mi’kmaq mit europäischen Krankheiten infiziert, gegen die sie keine Widerstandskräfte besaßen. Durch Rippenfellentzündung, Mandelentzündung und Ruhr wurden etwa drei Viertel der Mi’kmaq ausgerottet. Pocken, Kriege und Alkoholismus führten zu weiterer Abnahme der indianischen Bevölkerung, die vermutlich ihren niedrigsten Stand in der Mitte des 17. Jahrhunderts erreichte. Während des 19. Jahrhunderts folgte eine leichte Erholung und die Population scheint nahezu stabil geblieben zu sein. Eine merkliche Zunahme gab es im 20. Jahrhundert. Das durchschnittliche Wachstum der Jahre 1965 bis 1970 betrug rund 2,5 % jährlich. Heute (Stand: März 2013) gibt es wieder über 57.000 offiziell vom Department of Aboriginal Affairs and Northern Development in Kanada als Status Indians (lt. Indian Act) anerkannte Mi’kmaq sowie mehr als 1.100 vom Bureau of Indian Affairs in den USA offiziell als Indianer anerkannte Mi’kmaq. Jedoch gibt es zudem noch mehrere Tausende Non Status Indians mit Mi’kmaq-Vorfahren, die sich nicht offiziell bei den anerkannten First Nations registriert haben, ihren Rechtstitel als Status Indians verloren haben oder offiziell als Métis oder sogar als Nachfahren der Akadier, französischen Siedlern, gelten, da sie meist nicht mehr ihre Stammessprache, sondern Akadisches Französisch sprechen.
| Jahr | Bevölkerung | Nachweis  |
| ---- | ----------- | --------- |
| 1500 | 10.000      | Schätzung |
| 1600 | 4.000       | Schätzung |
| 1700 | 2.000       | Schätzung |
| 1750 | 3.000       | Schätzung |
| 1800 | 3.100       | Schätzung |
| 1900 | 4.000       | Zählung   |
| 1940 | 5.000       | Zählung   |
| 1960 | 6.000       | Zählung   |
| 1972 | 9.800       | Zählung   |
| 2000 | 20.000      | Schätzung |

## Rezeption
Die französische Fernsehserie Abenteuer einer Lady (Les Aventuriers du Nouveau-Monde) handelte hauptsächlich davon, dass ein Unterhändler im Rahmen des Siebenjährigen Krieges die Mi’kmaq als Verbündete der Briten gewinnen sollte. Die Serie wurde 1987 ausgestrahlt.
Im Roman Friedhof der Kuscheltiere von Stephen King spielt eine Begräbnisstätte der Mi’kmaq im Nordosten der USA eine zentrale Rolle und auch die Mi’kmaq finden Erwähnung im Buch.
Im Roman Aus hartem Holz von Annie Proulx spielt die Geschichte einer Mi‘kmaq Familie ebenfalls eine zentrale Rolle und deren Leben inmitten der Kolonisation.
1990 schuf der US-amerikanische Künstler Richard Serra ein Werk zu Ehren des Stammes: Mic Mac (No. 1), Ölkreide auf Leinwand, 190,5 × 344 × 7 cm.